# Esztergom
Esztergom (németül: Gran, ókori latinul: Solva, középkori latinul: Strigonium, szlovákul: Ostrihom, törökül: Estergon) fejlett iparú, iskola- és kikötőváros Komárom-Esztergom vármegyében, a Duna jobb partján, megyei jogú város, az Esztergomi járás székhelye. A mai értelemben vett város 1895-ben Esztergom szabad királyi város és a szomszédos Érseki Víziváros, Szenttamás illetve Szentgyörgymező települések egyesítésével jött létre. A rendszerváltástól 2012-ig az Alkotmánybíróság, 1997-től a Duna–Ipoly Nemzeti Park székhelye. Az esztergomi érsek székvárosaként a római katolikus egyház magyarországi központja. A megye második legnagyobb népességű települése a több mint kétszer akkora Tatabánya után.
Magyarország egyik legrégebbi és legjelentősebb városa. Már az őskorban is lakott volt, a római korban pedig határvédelmi szerepet töltött be Solva néven. A honfoglalás után a 10. századtól Esztergom a magyar állam egyik központjává vált: itt született és koronázták királlyá Szent Istvánt 1000-ben, és itt alapították meg az Esztergomi Érsekséget, amely a magyar katolikus egyház legfőbb intézménye lett. A város a középkorban királyi székhely és vallási központ volt, de a törökök 1543-as elfoglalása után hosszú hanyatlás következett. A 18–19. században újjáépült, legfontosabb jelképe az Esztergomi Bazilika lett, Magyarország legnagyobb temploma. Ma Esztergom fontos kulturális, egyházi és turisztikai központ.
Esztergom kedvelt idegenforgalmi célpont, 2014-ben másfél millió turista választotta úticéljául. Főszékesegyháza Európa egyik legnagyobb bazilikája, benne található az egyetlen épen maradt magyarországi reneszánsz kori épület, a Bakócz-kápolna. Itt található az ország leggazdagabb egyházi kincstára, ami világviszonylatban is kiemelkedő gyűjteményekkel rendelkezik. A Keresztény Múzeum az ország leggazdagabb egyházi múzeuma, és a világ harmadik leggazdagabb egyházmegyei múzeuma. A városban alakult meg 1881-ben a Magyar Vöröskereszt. Esztergom a magyar repülés egyik bölcsője is, 1936-tól az itteni repülőgépgyárban dolgozott idősebb Rubik Ernő repülőmérnök.

## Nevének eredete
Az Esztergom név eredetével kapcsolatban több elképzelés is létezik. Egyesek szerint az Isztergamból ered (az Iszter jelentése Duna, a Gam jelentése pedig a közeli Garam folyó). Mivel Esztergom a Dunakanyarban épült, a gom utótagos jelentése lehet a hajlat, görbület (például: gomb, gömb, gumó). Egy másik elképzelés szerint a név legrégibb alakja Iszterograd, ami az Esztergomnál a Dunába torkolló Garam folyóra utalhat (üsztürü jelentése mellékág).[forrás?] Megint másik szerint a bolgár-török estrogin küpe (azaz bőrpáncél) és a strgun (azaz tímár) főnevekből eredhet, és az egykori bőrpáncélkészítők lakhelyére utalhat. Nevének eredetével kapcsolatban továbbá a szláv sztregomj (akire vigyáznak) szó is szóba jöhet. Mindenesetre az Esztergom szó első írásos említése 1079-ből való.
Nevének számtalan változata a város jelentőségére utal a történelem folyamán. Németül: Gran, ami a közeli Garam folyónévből ered, törökül: Estergon, spanyolul: Estrigonia, olaszul: Strigonia, szláv nyelveken csak Strihom, (szlovákul: Ostrihom, lengyelül: Ostrzyhom, csehül: Ostřihom, horvátul: Ostrogon, szerbül: Острогон), románul: Strigoniu, görögül: Έστεργκομ. A római korban latinul: Solva, a középkori latinul: Strigonium. A helyi népnyelvben csak Egom. Szokták Szent István városának, a Magyar Sionnak vagy a Magyar Rómának is nevezni.

## Földrajz

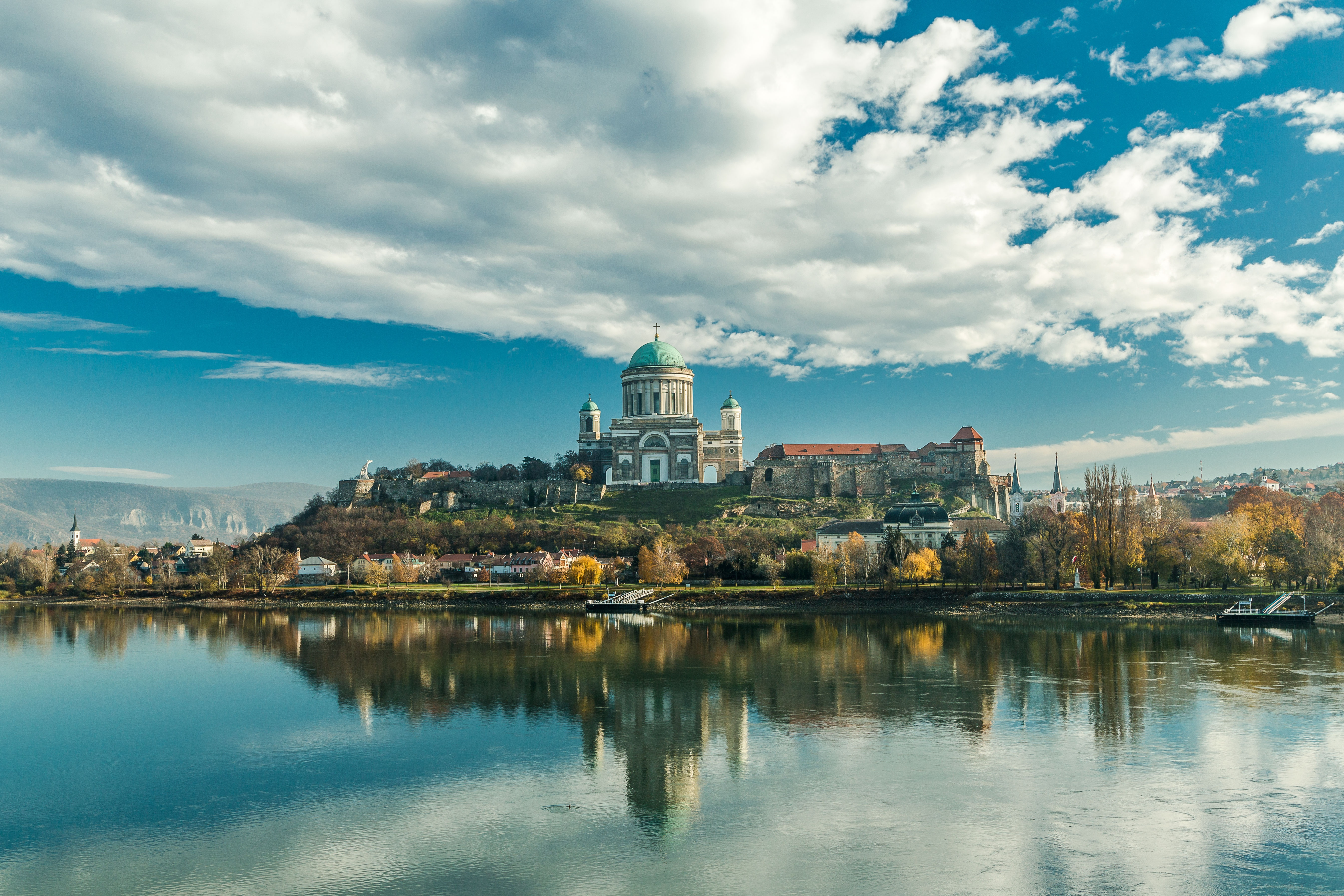
Az esztergomi várhegy és a Duna látképe Párkányból

Esztergom a Dunántúlon a Pilis hegység lábánál, a Visegrádi-hegységtől nyugatra, Komárom-Esztergom megye északkeleti részén fekszik, a Duna jobb partján, a Szlovákiához tartozó Párkány városával szemben, amivel szinte összeépült. A megye és a Közép-Dunántúli régió legészakibb települése. A Dunakanyar legfelső városának is szokták nevezni. Az európai uniós normához igazodó területi felosztás szerint a Közép-Dunántúli Régióhoz tartozik, turisztikai szempontból pedig a Budapest–Közép-Duna-vidék turisztikai régióhoz. A Duna félkörben fogja körbe a várost, és két ágra szakadva a Kis-Dunával alkotja a Prímás-szigetet. Az esztergomi várhegyet nyugatról a folyó, keletről pedig a Vaskapu fogja közre, ezért jellemző rá az észak–déli irányú kiterjedés. A belvárostól 5 km-re délre, a Dorogi-medence nyugati részén, Dorog városával egybeépülve helyezkedik el Esztergom-Kertváros, ahol a város lakosságának közel ötöde él. 2005 óta a Duna–Ipoly Nemzeti Park székhelye Esztergom, bár az igazgatóság továbbra is Budapesten működik.
Az esztergomi várhegy legmagasabb pontja 157 méter, ez egy dolomitból álló Várhegy. Ezzel szomszédos a Szent Tamás-hegy, mely a várost övező dombvidék egyik tagja. Ennek a dombvidék felszíne keleti irányban lépcsőzetesen emelkedik, részei, az Elő-hegy (176 m), a Szent János-kút (175 m), az Orbán-kápolna (179 m), a Kusztus (237 m), a Sípoló-hegy (318 m), a Kis-kúria hegy (317 m), a Sas-hegy (322 m) és a Vaskapu (406 m) ami egyben a város legmagasabb pontja. A Szent Tamás-hegy, a Várhegy és a Kis-Duna-ág között törnek fel Esztergom hévízforrásai. Valamennyiből termálvízzel kevert karsztvíz tör fel, hőmérsékletük 29 °C körül mozog. Ezek a források táplálják a város strandját, és erre épült a város termál- és élményfürdője. A Várheggyel szemben lévő egykori Szent György-hegyet a bazilika építésekor elhordták.
Esztergomban a Duna 18 km hosszan terül el. Más folyóvizek a város határán belül, a Kis-Duna, a Csenke-patak, a Kincses-patak, a Szent János- vagy Szentléleki-patak, a Diósvölgyi-patak, a Kenyérmezői-patak, a Fári-kút, a Cigány- és a Hármas-kút. A Duna bal partján, a várossal szemben torkollik a Dunába a Garam. A Garam torkolatánál a Nagy-sziget, keleti irányban haladva a Burda-hegy és tőle nem messze az Ipoly. A város közigazgatási határain belül több sziget is található. Ezek, a Duna folyásának megfelelően, a Körtvélyesi-sziget, a Nyáros-sziget, a Táti-sziget (0947 helyrajzi számú része), a Csitri-sziget, a Prímás-sziget, a Helemba-sziget, a Dédai-sziget és a Törpe-sziget. A 0956 helyrajzi számú szigetet, ami a Helemba-sziget felett volt, mára teljesen elmosta a Duna. A 2008 novemberében Tát nagyközséggel történt közigazgatási területek cseréje folyamán az egyes szigetek ahhoz a településhez kerültek, amelyikhez a nagyobb részük tartozott. A Prímás-sziget eredetileg két szigetből állt, a Prímás- és a Vízivárosi-szigetből. Ezek nagyon közel voltak egymáshoz, így amikor egy cementet szállító hajó elsüllyedt a folyón még a századfordulón, a két sziget közötti csatornát Víziváros település megbízásából feltöltötték a cementtel. A sziget ezen részét hívják ma Kutyaszorítónak. A város fontosabb állóvizei közé, a Halas tó, a Mini tó, a Fürdő tó, a Kerek tó, a Dédai-tó, a Bíróréti-tó, a Palatinus-tó (vagy helyi köznyelven Pala, amely a dorogi szénbánya vágattömedékeléséhez szükséges homoklelőhelyen keletkezett) és a Bottyán tó tartozik (A Bottyán tó nevéről bővebben az Esztergom története cikkben olvashatsz).

### Éghajlat
A város éghajlata mérsékelt égövi nedves kontinentális éghajlat, ahol a négy évszak élesen elkülönül egymástól. A nyár forró, a tél fagyos, az ősz pedig általában melegebb, mint a tavasz. A felhőtlen ég nyáron tartós hőhullámokhoz és aszályhoz vezethet, télen pedig rendkívüli fagyhoz, kivált, ha a szibériai légtömegek elérik az országot. Ilyenkor a −20 fok sem ritka, de akár −30 fok is lehet, a nappali hőmérséklet pedig napokon vagy akár heteken keresztül is fagypont alatt maradhat. A Duna teljes befagyása a folyószabályozás miatt nem jellemző.
| Hónap                         | Jan. | Feb. | Már. | Ápr. | Máj. | Jún. | Júl. | Aug. | Szep. | Okt. | Nov. | Dec. | Év   |
| ----------------------------- | ---- | ---- | ---- | ---- | ---- | ---- | ---- | ---- | ----- | ---- | ---- | ---- | ---- |
| Rekord max. hőmérséklet (°C)  | 2,2  | 8,2  | 15,2 | 22,5 | 28,0 | 30,8 | 33,0 | 32,8 | 28,3  | 21,5 | 11,6 | 6,0  | 33,0 |
| Átlagos max. hőmérséklet (°C) | 1,7  | 4,9  | 10,6 | 16,9 | 22,1 | 25,0 | 27,0 | 26,7 | 22,5  | 16,4 | 8,4  | 3,4  | 15,5 |
| Átlaghőmérséklet (°C)         | −1,2 | 1,6  | 6,0  | 11,3 | 16,2 | 19,2 | 21,0 | 20,6 | 16,7  | 11,3 | 5,2  | 0,8  | 10,8 |
| Átlagos min. hőmérséklet (°C) | −4,0 | −1,7 | 1,5  | 5,8  | 10,3 | 13,5 | 14,9 | 14,5 | 11,0  | 6,3  | 2,1  | −1,8 | 6,1  |
| Rekord min. hőmérséklet (°C)  | −6,8 | −5,0 | −3,0 | 0,8  | 3,2  | 7,8  | 8,8  | 8,4  | 5,3   | 1,3  | −1,0 | −4,4 | −6,8 |
| Átl. csapadékmennyiség (mm)   | 36   | 35   | 31   | 40   | 59   | 67   | 51   | 56   | 42    | 39   | 56   | 45   | 557  |
| Havi napsütéses órák száma    | 64   | 98   | 132  | 172  | 230  | 227  | 249  | 239  | 173   | 139  | 72   | 53   | 1848 |
| Forrás: Climate Data          |      |      |      |      |      |      |      |      |       |      |      |      |      |

## Története

### Középkor

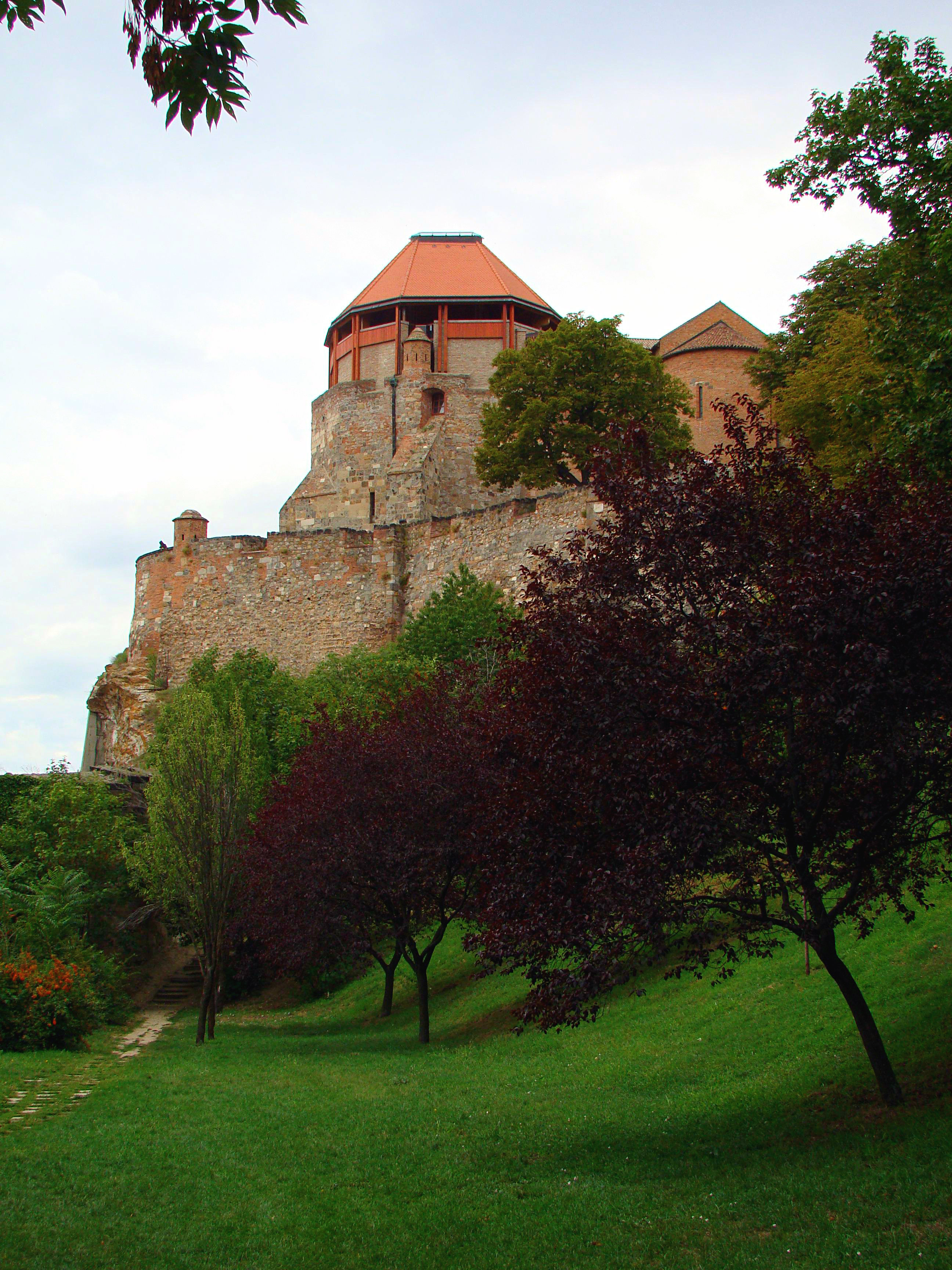
A tatárok számára bevehetetlen esztergomi vár fehér tornya

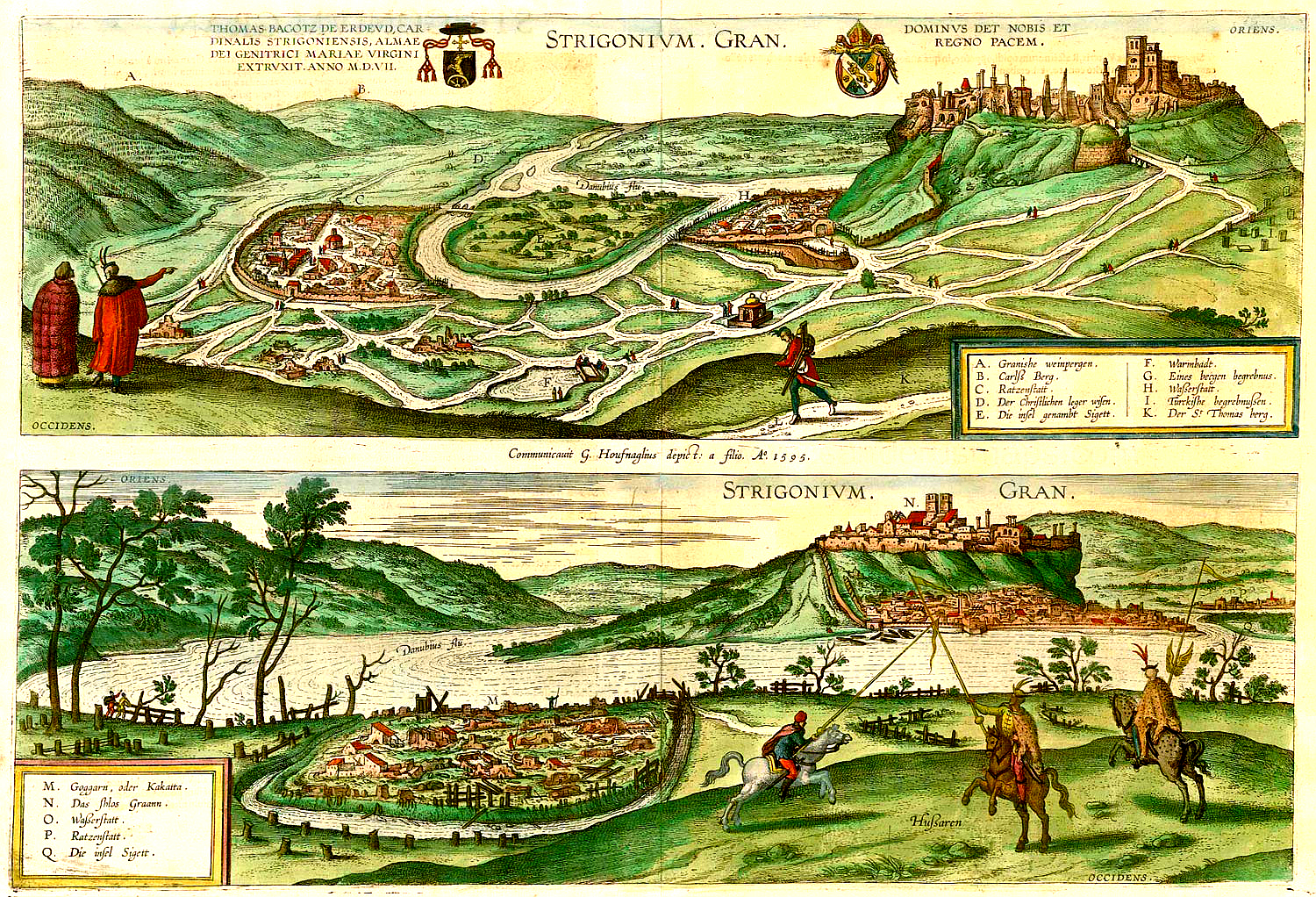
A török kori Esztergom és Párkány látképe Hoefnagel mester 1595-ös metszetén

A város területe már a prehisztorikus időkben is lakott területnek számított. A római korban egy Salvio Mansio nevű település volt megtalálható a mai város helyén, ahol a rómaiak Solva néven castrumot építettek ki, amely a limes része lett. A magyarok 900-as években való érkezését követően végül 972-ben Géza nagyfejedelem új székhelyének Esztergomot választotta, ahol római alapokon kővárat is építtetett.
A Szent István-kislegenda szerint itt született fia, Vajk, a későbbi Szent István király, aki itt keresztelkedett, majd itt koronázták királlyá. A koronázás eseményét örökíti meg a vár északi rondelláján található, Melocco Miklós szobrász által 2001-ben felavatott István megkoronázása című szobra. István uralkodása alatt és azt követően több évszázadon át a város a Magyar Királyság központja volt. Itt működött a 13. század közepéig Magyarország egyetlen pénzverdéje, és a mindenkori esztergomi érsek joghatósága alá tartozott a királyi oklevelek kiadásáért felelős Kancellária. Az esztergomi Várhegyen épült fel az ország első székesegyháza, amit István nevelőjéről, Szent Adalbert-templomnak neveztek el. A középkori Esztergom több önálló egységbe szerveződött, a királyi várost több külváros vette körül.
A 12. században a városban megfordult többek között II. Konrád német császár, VII. Lajos francia király és Barbarossa Frigyes német-római császár is. A város III. Béla király uralkodása alatt élte egyik fénykorát, aki jelentős munkálatokat folytatott a Várhegyen. Megújult, kibővült a királyi palota és ekkor épült a Várkápolna, amely Közép-Európa legrégibb gótikus emléke. Az 1100-as évek végére az egyházi befolyás térnyerésének következtében Esztergom városias fejlődése megtorpant, és 1198-ban Imre király a várost az érseknek adta. Az 1200-as éveket követően IV. Béla Esztergomot érintő intézkedéseinek hatására a városias fejlődés újra megindult, ennek köszönhetően itt élt az ország egyik legnagyobb örmény közössége, akiknek saját kolóniájuk is volt, Örmény néven. 1242 telén a tatárok a várost szinte teljesen elpusztították, de a fellegvárat nem tudták bevenni. 1301-ben Esztergomban koronázták meg első ízben, érvénytelenül Károly Róbertet, majd az interregnum idején a város többször is gazdát cserélt.
Esztergom a 15. században, főleg Vitéz János érsekségének idején kulturális központtá nőtte ki magát, köszönhetően a főpap gazdag udvartartásának. Gyakran fordultak meg itt királyi vendégek, Európa-szerte ismert tudósok és művészek. Az ország egyetlen épségben fennmaradt reneszánsz épülete, a Bakócz-kápolna a 16. század elejéről maradt ránk. A várost 1543-ban elfoglalták a törökök, és az Oszmán Birodalom végvárának, az esztergomi szandzsák központjává tették. Ekkor több minaret, dzsámi és törökfürdő épült, melyeket ma a vízivárosi városrész őriz. A tizenöt éves háború idején Győr elestét követően Mansfeld Károly lett a fővezér. 1595. szeptember 3-án Pálffy Miklós csapatai gróf Cseszneky Mátyás magyar huszárainak segítségével foglalták vissza, de a vár 1605-ben ismét török kézre került. Végleges felszabadítására 1683-ban került sor a lengyel király, Sobieski János párkányi győzelmével.

### 17–19. század

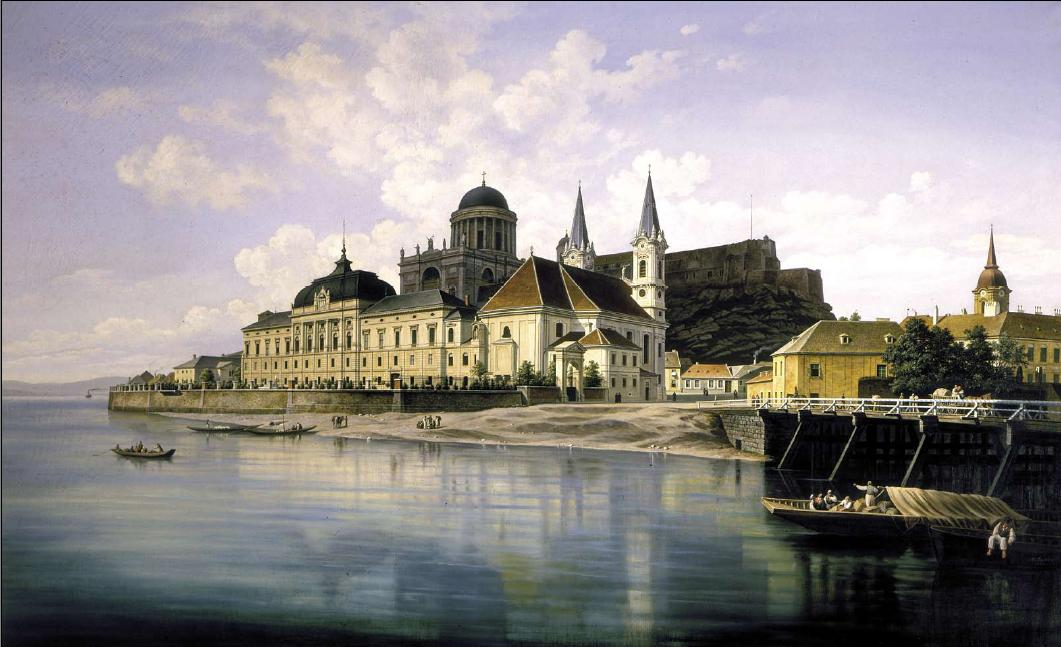
A város 19. századi látképe, előtérben a Víziváros, az ott található Prímási palota, a plébániatemplom, a várhegy és a bazilika

A várost végleg 1683. szeptember 12-én, a párkányi csata során foglalta vissza véglegesen a törököktől Sobieski János lengyel király, amiről egy Erzsébet parkban található szobor emlékezik. 1706. szeptember 16-án a kurucok hatheti ostrom után, személyesen II. Rákóczi Ferenc vezetésével foglalták el a várat. Miután a kurucokat visszaszorították, és a város a Habsburgok kezébe került, Esztergom 1708-ban visszakapta szabad királyi városi rangját. A török hódításkor elmenekült érsekség csak 1820-ban tért vissza, majd két évre rá, 1822-ben megkezdték a bazilika építését, melyet 1856-ban szenteltek fel. Az eseményen Ferenc József és Liszt Ferenc is részt vett, utóbbi erre az alkalomra komponálta az Esztergomi mise című művét, amelyet ő vezényelt a bemutatásakor.
Az 1848–49-es szabadságharc alatt Kossuth Lajos és Széchenyi István is megszálltak a városban, majd 1849. április 16-án a magyar sereg itt is győztes csatát vívott az osztrákokkal. 1876-ban Esztergom törvényhatósági jogú városi jogai megszűntek, és rendezett tanácsú városként, szabad királyi városi címmel betagolták Esztergom vármegye szervezetébe. Ezt azzal indokolták, hogy lélekszáma nem érte el a 15 ezer főt, és gazdasága sem volt elég erős. 1891-ben átadták az Esztergom–Almásfüzitő-vasútvonalat, 1895-ben pedig az Esztergom-Óbuda-vasútvonalat. Ugyanebben az évben, szeptember 28-án nyílt meg a Mária Valéria híd Esztergom és a Duna túlpartján található Párkány között, valamint Esztergom ebben az évben egyesült véglegesen a három szomszédos településsel, az érseki Vízivárossal, Szenttamással és Szentgyörgymezővel.
| Főbb közigazgatás-történeti adatok 1870 óta | Főbb közigazgatás-történeti adatok 1870 óta             |
| ------------------------------------------- | ------------------------------------------------------- |
| Jogállása                                   |                                                         |
| 1876-ig                                     | törvényhatósági joggal felruházott szabad királyi város |
| 1876–1929                                   | rendezett tanácsú város                                 |
| 1929–1950                                   | megyei város                                            |
| 1950–1954                                   | közvetlenül a járási tanács alá rendelt város           |
| 1954–1971                                   | járási jogú város                                       |
| 1971-2022                                   | város                                                   |
| 2022 óta                                    | megyei jogú város                                       |
| Hozzá csatolt települések                   |                                                         |
| 1895 óta                                    | Szentgyörgymező, Szenttamás, Víziváros                  |
| 1985 óta                                    | Pilisszentlélek                                         |
| Területi beosztása                          |                                                         |
| 1876-ig                                     | törvényhatósági jogú város                              |
| 1876–1923                                   | Esztergom vármegye                                      |
| 1923–1938                                   | Komárom és Esztergom k.e.e. vármegye                    |
| 1938–1945                                   | Esztergom vármegye                                      |
| 1945–1950                                   | Komárom-Esztergom vármegye                              |
| 1950–1954                                   | Komárom megye, Dorogi járás                             |
| 1954–1989                                   | Komárom megye                                           |
| 1990 óta                                    | Komárom-Esztergom megye                                 |
| 1994–2014                                   | Komárom-Esztergom megye, Esztergomi kistérség           |
| 2013 óta                                    | Komárom-Esztergom megye, Esztergomi járás               |
| Megyeszékhely                               |                                                         |
| 1923-ig                                     | Esztergom vármegye                                      |
| 1923–1938                                   | Komárom és Esztergom k.e.e. vármegye                    |
| 1938–1945                                   | Esztergom vármegye                                      |
| 1945–1950                                   | Komárom-Esztergom vármegye                              |
| Egyéb központi szerepköre                   |                                                         |
| 1950-ig                                     | Esztergomi járás székhelye                              |
| 1984–1990                                   | Esztergomi városkörnyék központja                       |
| 1994–2014                                   | Esztergomi kistérség központja                          |
| 2013-tól                                    | Esztergomi járás székhelye                              |

### A 20. századtól

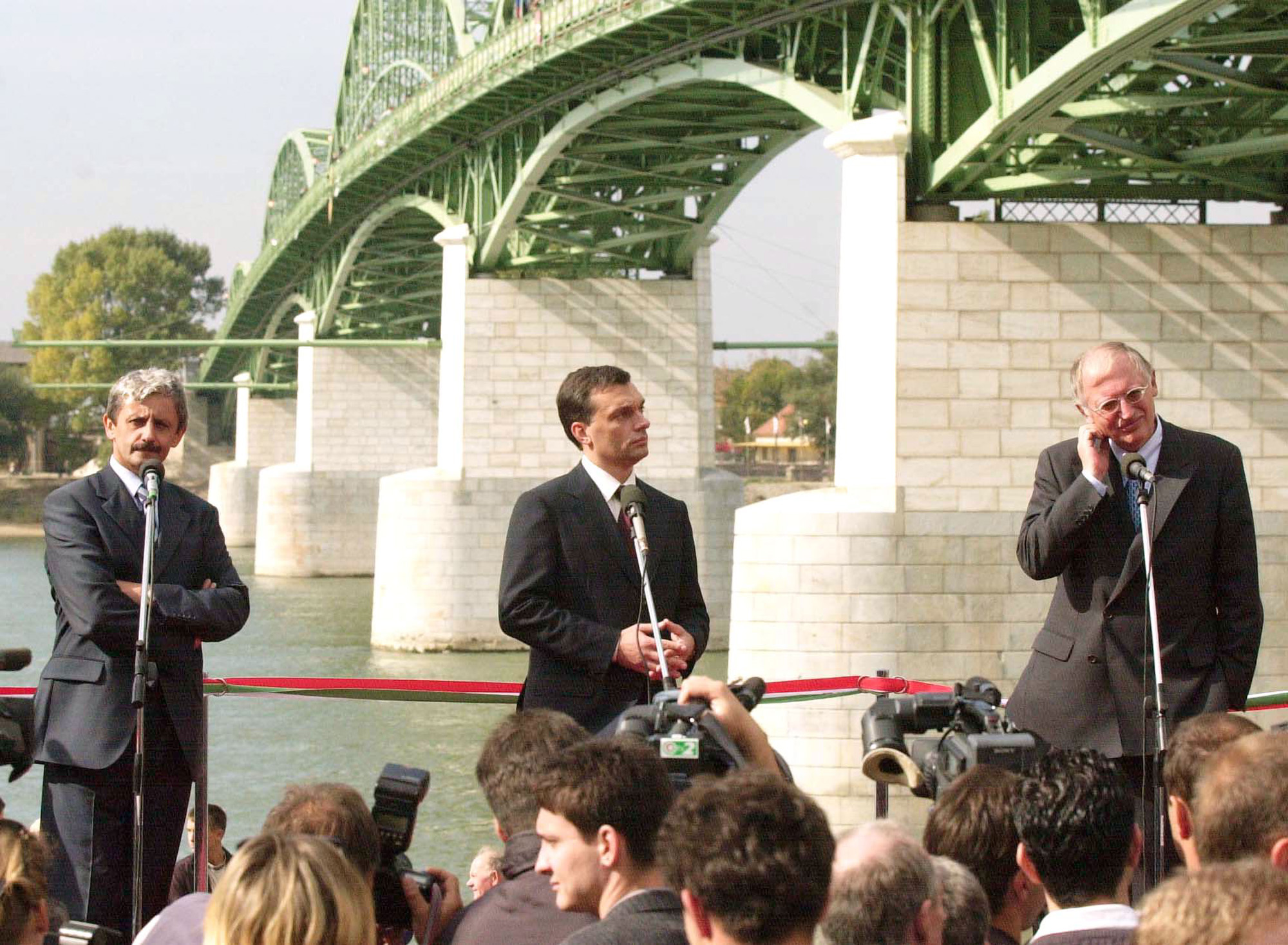
Mikuláš Dzurinda, Orbán Viktor és Günter Verheugen a Mária Valéria híd átadásán 2001-ben

A trianoni békeszerződés következtében a város elveszítette vonzáskörzetének nagy részét. 1919-ben cseh légionáriusok lerombolták a Mária Valéria hidat, amelyet csak 1927-re sikerült újjáépíteni. Az 1923-ban létrejött Komárom és Esztergom k.e.e. vármegyének Esztergom lett a székhelye. A harmincas években feltárták az addig a föld alatt fekvő várat, az artézi fürdőkre alapozva próbálták fellendíteni az idegenforgalmat. A város kiemelt helyszíne volt az 1938-as Szent István emlékévnek.
A második világháborúban a visszavonuló német csapatok felrobbantották a Mária Valéria híd három középső nyílását. A szovjetek 1944. december 26-án foglalták el a várost, majd 1945. január 7-én a német és magyar csapatok visszafoglalták. A harcok 1945 márciusában értek véget.[forrás?] A város hivatalosan az 1950-es megyerendezésig, ténylegesen azonban 1952-ig maradt megyeszékhely, mivel a megyei tanács végrehajtó bizottsága csak ekkor tudott Tatabányára költözni. Több megyei intézmény azonban, mint például a megyei földhivatal, a levéltár, a megyei börtön és az 1980-as évek végéig a megyei bíróság is Esztergomban maradt. Az 1950-es években katonavárosként emlegették. Fél évszázados roncsaiból 2001-re ismét újjáépült a Mária Valéria híd, így az megint összekötötte a várost történelmileg kialakult vonzáskörzetével. Regionális vezető szerepét tovább erősíti a 2003-ban megalakult Ister–Granum Eurorégió, amely nagyjából a régi Esztergom vármegyét és Hont vármegye egyes területeit öleli fel.
Az 1950-es megyerendezést követően ugyan elveszítette megyei vonatkozású közigazgatási státuszát, 2022. május 1-jétől azonban megyei jogú város, bár az ezzel járó feladatokat csak a 2024-es önkormányzati választástól kezdve kell ellátnia.

## Közélete

### Polgármesterei
| Név                | Jelölő szervezet(ek)  | Terminus  | Megjegyzés / Források |
| ------------------ | --------------------- | --------- | --- |
| Dr. Könözsy László | KDNP                  | 1990–1999 | Az 1990-es választási eredmények: |
| Dr. Könözsy László | független             | 1990–1999 | Az 1994. december 11-én megtartott választáson a 8900 érvényesen leadott szavazatból, négy jelölt közül 3602 szavazatot szerzett meg, amivel 40,47%-os eredményt ért el.  |
| Dr. Könözsy László | független             | 1990–1999 | Az 1998-as választási eredmények: |
| Meggyes Tamás      | Fidesz-MKDSZ-FKgP-MDF | 2000–2010 | 2000. március 26-án időközi polgármester-választást kellett tartani a városban, az előző polgármester lemondása miatt.                                                    |
| Meggyes Tamás      | Fidesz-MDF            | 2000–2010 | A 2002-es választási eredmények: |
| Meggyes Tamás      | Fidesz-KDNP           | 2000–2010 | A 2006-os választási eredmények: |
| Tétényi Éva        | független             | 2010–2014 | A 2010. október 3-án megtartott választáson a 12 611 érvényesen leadott szavazatból, két jelölt közül 8117 szavazatot szerzett meg, amivel 64,36%-os eredményt ért el.    |
| Romanek Etelka     | Fidesz-KDNP           | 2014–2019 | A 2014-es választási eredmények: |
| Hernádi Ádám       | Fidesz-KDNP           | 2019–     | A 2019. október 13-án megtartott választáson a 10 117 érvényesen leadott szavazatból, három jelölt közül 5896 szavazatot szerzett meg, amivel 58,28%-os eredményt ért el. |
| Hernádi Ádám       | Fidesz-KDNP           | 2019–     | A 2024. június 9-én megtartott választáson a 11 969 érvényesen leadott szavazatból, három jelölt közül 8418 szavazatot szerzett meg, amivel 70,33%-os eredményt ért el.   |

### A 2024-es önkormányzati választás eredménye
- A polgármester-választás eredménye[23]

| Jelölt neve       | Jelölő szervezet(ek) | Jelölő szervezet(ek) | Szavazatok száma | Szavazatok aránya |
| ----------------- | -------------------- | -------------------- | ---------------- | ----------------- |
| Hernádi Ádám      |                      | Fidesz – KDNP        | 8418             | 70,33%            |
| Bádi Gábor        |                      | Szeretgom            | 2672             | 22,32%            |
| Méhes Szilveszter |                      | Mi Hazánk            | 879              | 7,34%             |
| Összesen          |                      |                      | 11 969           | 100%              |

- A képviselőtestület-választás eredménye[24]

| Párt | Párt          | Mandátumok | Képviselő-testület | Képviselő-testület | Képviselő-testület | Képviselő-testület | Képviselő-testület | Képviselő-testület | Képviselő-testület | Képviselő-testület | Képviselő-testület | Képviselő-testület | Képviselő-testület |
| ---- | ------------- | ---------- | ------------------ | ------------------ | ------------------ | ------------------ | ------------------ | ------------------ | ------------------ | ------------------ | ------------------ | ------------------ | ------------------ |
|      | Fidesz – KDNP | 11         | P                  |                    |                    |                    |                    |                    |                    |                    |                    |                    |                    |
|      | Szeretgom     | 3          |                    |                    |                    |                    |                    |                    |                    |                    |                    |                    |                    |
|      | Mi Hazánk     | 1          |                    |                    |                    |                    |                    |                    |                    |                    |                    |                    |                    |

## Címere
|  | « Esztergom ma használatos címere a szabad királyi várost lakó gazdag latinusok (vallon telepesek) 12. századi pecsétjéből alakult ki. A latinoknak II. András adott pecséthasználati jogot. A címeren a Szent Lőrinc kapu, mögötte a Szennye palota látható. Ez az épület a 11. században épült pénzverő kamara, aminek kinézetéről éppen a pecsétnyomóról tudni meg annyit. Kettős pecsétet csak Esztergom és Buda használt Magyarországon. » |

## Városszerkezet

### Városrészek

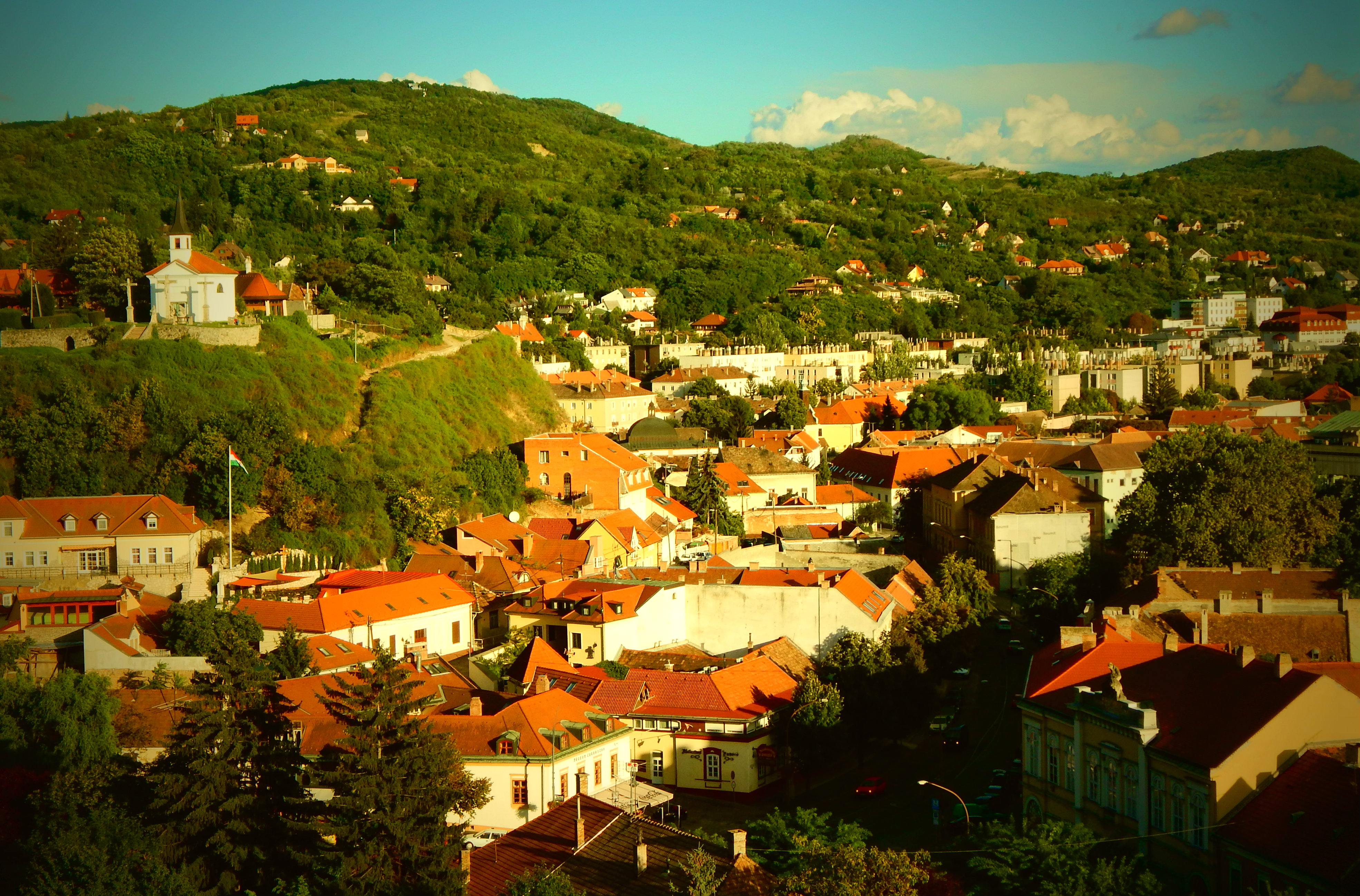
Esztergomi panoráma, előtérben balra a Szent Tamás-hegyi Fájdalmas Szűz-kápolna és a belváros a Lipót-teraszról szemlélve

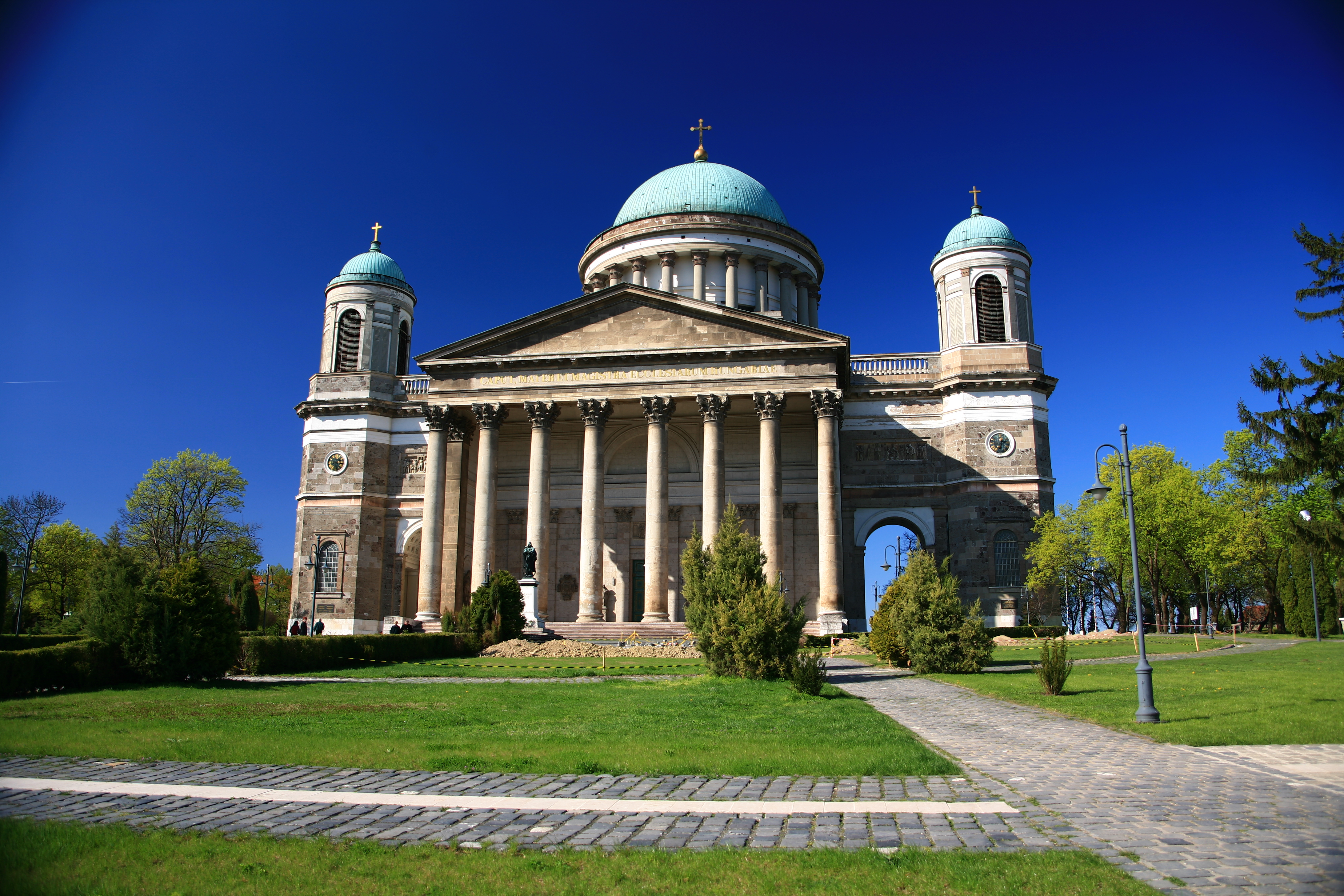
A Szent Adalbert-főszékesegyház főhomlokzata az Szent István térről

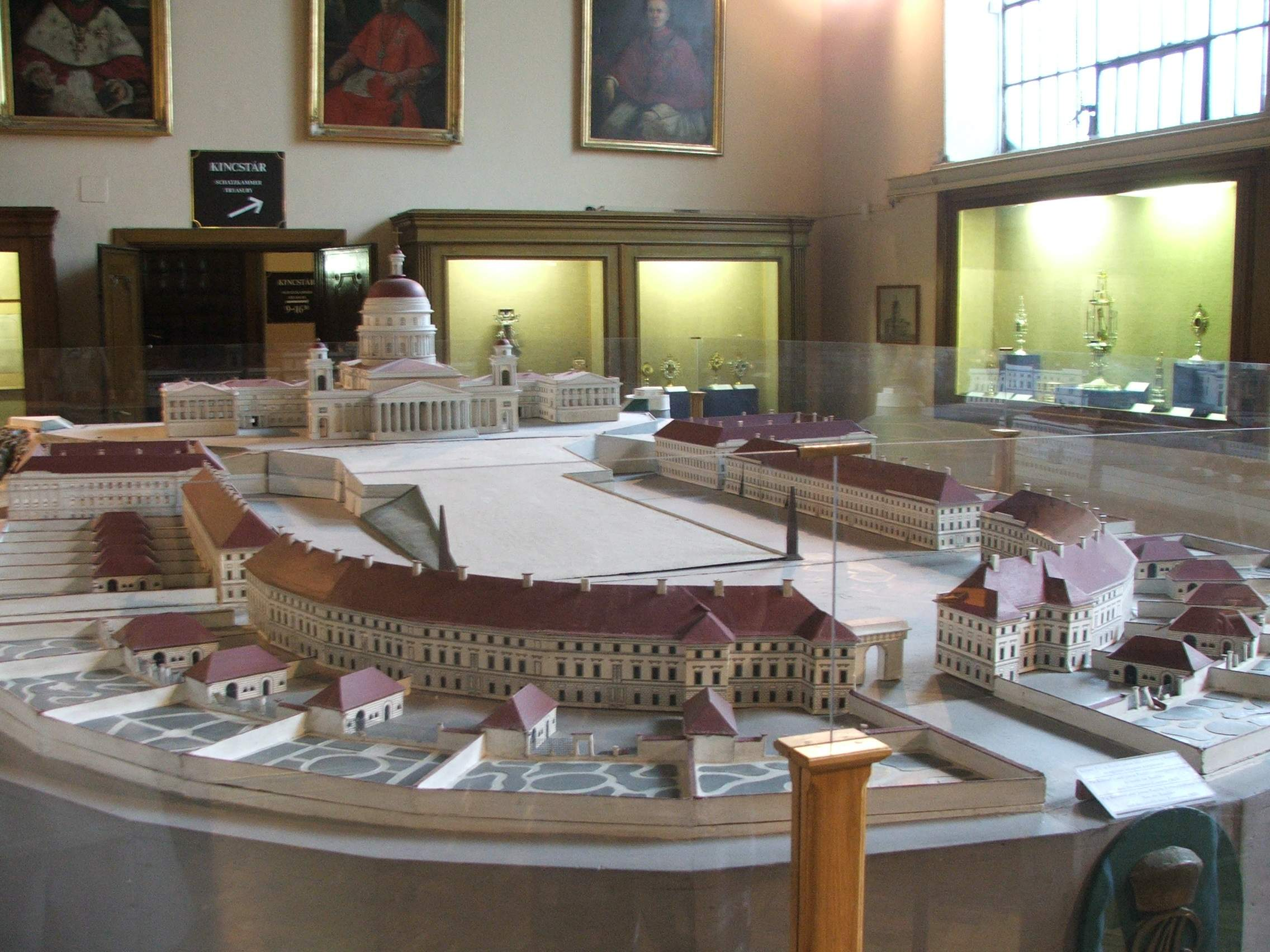
A Várhegy eredeti, 1821-es tervei a Főszékesegyházi Kincstárban kiállítva

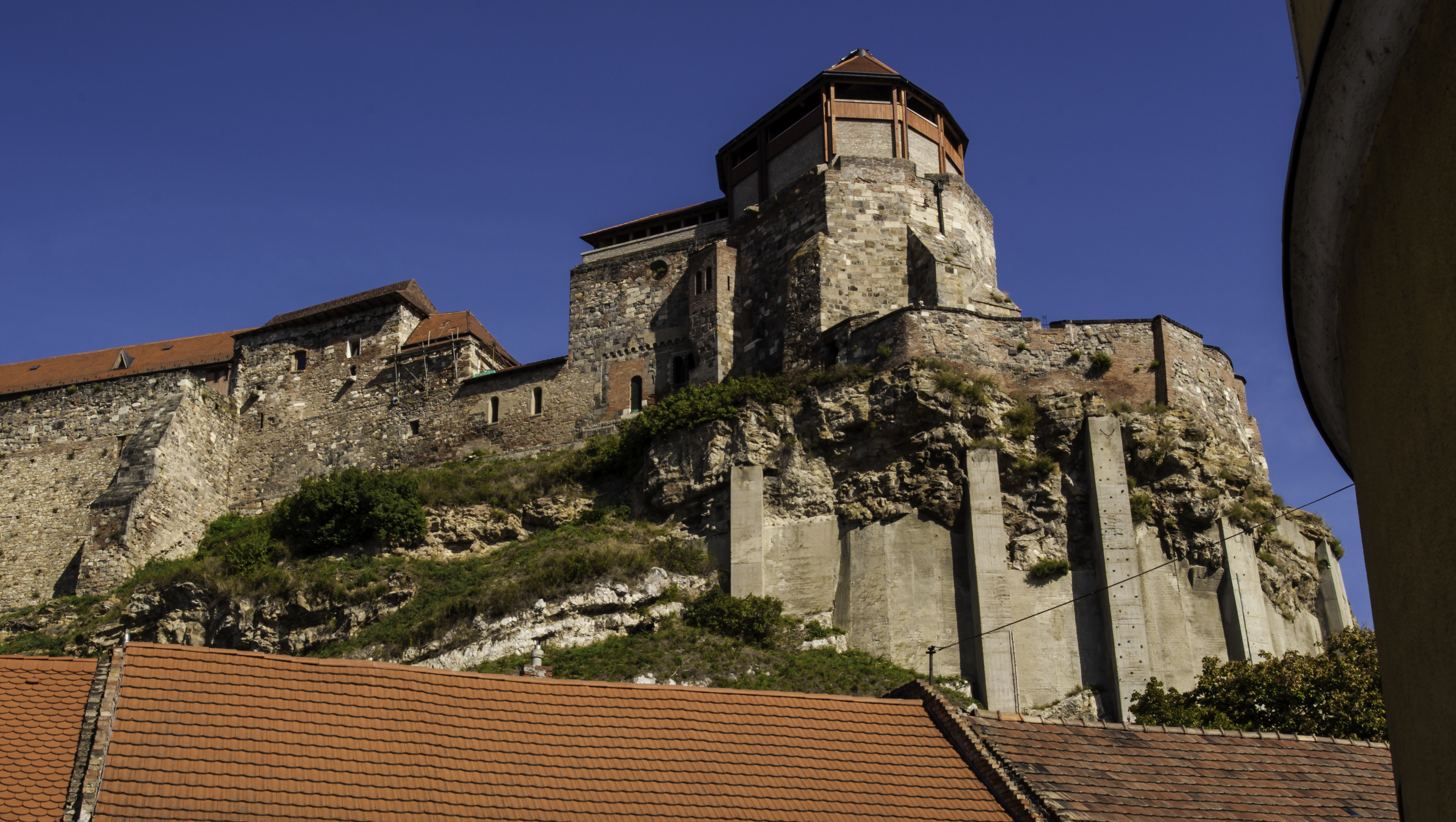
Az esztergomi fellegvár Fehér tornya a vízivárosi Mindszenty térről szemlélve

Esztergom területén egykor több vár és erődítmény állt, melyeknek maradványai nem fellelhetőek. Ezek, az Ákospalotája, az Árpádvár, a Hídfőerőd, a Sípoló-hegy, a Szenttamás palánkvára és a közeli Párkány egykori erődje. A Táti út és a Duna által határolva a város szélén állt a hajdani Szentkirály városrész, kicsit távolabb, szintén a táti út mentén Zsidód falva. Mindkét település az Árpád-korban volt lakott, és élték virágkorukat. Esztergom déli városrészének nevezetességei közül talán a római Pantheon mintájára készült Szent Anna-kerektemplom a legkiemelkedőbb. A templomot Packh János tervezte, és az épületen a bazilika nagyobb kupolájának kivitelezését próbálta modellezni. További nevezetességei ennek a városrésznek, a világháborús hősök emlékműve a Hősök terén és a Vasút utca környékén a középkori Kovácsi falu templomának és temetőjének maradványai.
Esztergom belvárosának számos épülete műemlék védelem alatt áll. Itt található a városközpontot jelentő Széchenyi tér és a királyi város is. A téren található a Vak Bottyán palota (a mai városháza épülete), továbbá a volt Takarékpénztár, a bíróság, valamint számtalan kávézó és vendéglátó helyiség is. A térről összesen öt utca nyílik, melyek közül az egyik legjelentősebb a Bottyán János utca, ahol többek között a volt vármegyeháza, a Szent Imre Gimnázium valamint a Temesvári Pelbárt Ferences Gimnázium és annak Ferences temploma is megtalálható. További jelentősebb belvárosi utcának többek között a Deák Ferenc- és a Lőrinc utca számít. A Kis-Duna sétány jelenti a királyi város nyugati határát, ami egy gesztenyefasorral tarkított sétány a Kis-Duna mentén egészen a vízivárosig. Innen összesen négy híd nyílik a zöld övezetet jelentő Prímás-szigetre. A számos sportpálya mellett itt található az Aquasziget, a Zsolt Nándor Zene- és Művészeti Iskola, valamint a várost Párkánnyal (már Szlovákia) összekötő Mária Valéria híd. A királyi városrészben található egyebek mellett az esztergomi zsinagóga, a belvárosi plébániatemplom, a Megyei Levéltár, a Fürdő Szálló, a részben alatta is húzódó Mala-forrásalagút, valamint számtalan egyéb műemléki épület és múzeum is. A Szent Tamás-hegy Esztergom különálló városrészét képzi, amely egy lakóházakkal beépített hegy a belváros, a Víziváros és a Várhegy találkozásánál. A hegyre többek között szűk macskaköves utcák, egy barokk kálvária és az 1938-ban átadott Szent István lépcső vezet. A csúcson található a város arculatát is meghatározó Fájdalmas Szűz-kápolna.
A magyar történelem egyik legmeghatározóbb színhelye az esztergomi Várhegy. Szent István kislegendája szerint itt született Szent István király, akit itt koronáztak meg. itt állt a középkori Szent Adalbert-székesegyház, melynek helyén ma Esztergom legnevezetesebb épülete és egyben jelképe, a bazilika áll. Az épület a 19. században épült klasszicista stílusban, és az ország egyik legmagasabb épülete. A bazilika környékén található a vár, valamint annak az északi rondelláján Melocco Miklós szobra, az István megkoronázása. Itt található az egykori Ószeminárium, ma Szent Adalbert Központ épülete is, melynek egyik homlokzata klasszicista, míg a másik romantikus stílusban készült el. A Sötétkapu egy alagút, amely átjáróként szolgál a Várhegyet beölelő épületek között, a székesegyházhoz épített hatalmas mesterséges domb alatt. A Víziváros a Várhegy és a Duna között elterülő, javarészt macskaköves utcákat jelentő különálló városrész. Itt találhatók Esztergom török kori emlékei, az Özicseli Hadzsi Ibrahim-dzsámi és Szulejmán szultán győzelmi táblája a várfalban. A Mindszenty téren található az egykori ideiglenes főszékesegyház szerepét betöltő vízivárosi plébániatemplom, közvetlen mellette áll a Prímási palota. A téren áll a Pestis-Madonna vagy Pestis- és Mária-szobor, melyet 1740-ben állították az 1739-es pestis emlékére. Itt van továbbá a középkori Macskalépcső is, mely a kikötőből vezet fel a Várhegyre.

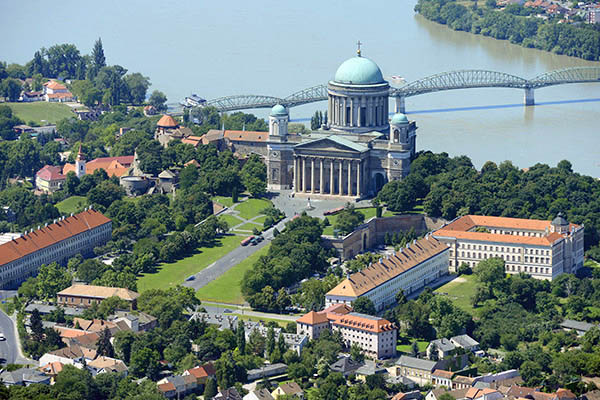
Esztergomi Bazilika
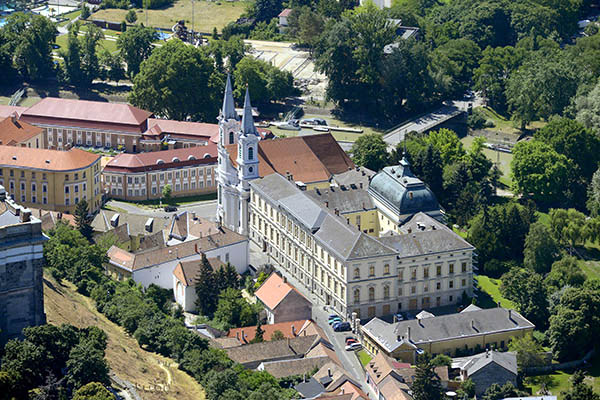
Szent Ignác plébániatemplom
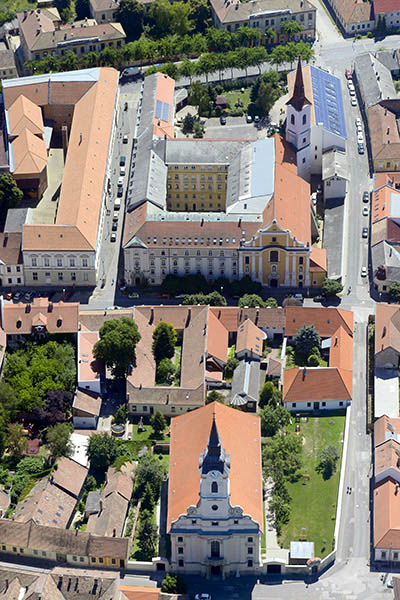
Belvárosi templom és Ferences templom
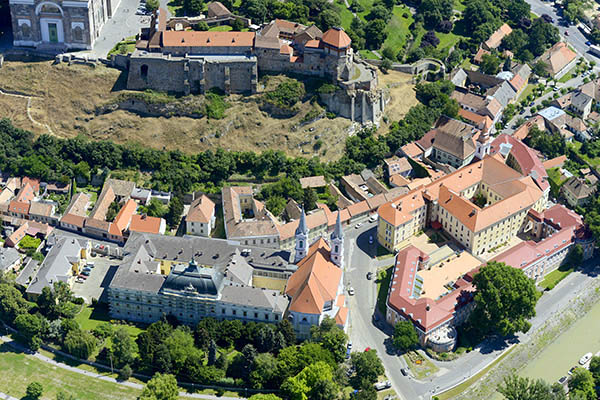
Esztergomi Vármúzeum
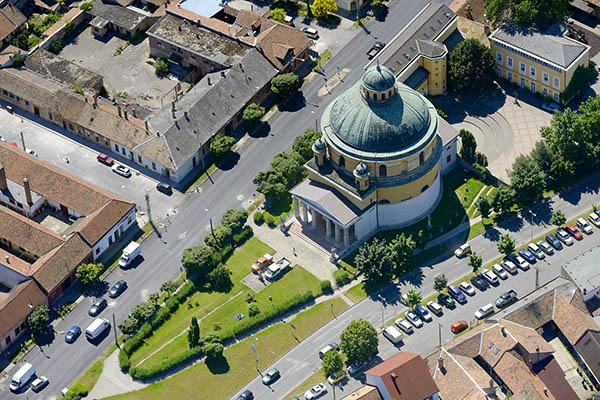
Kerektemplom
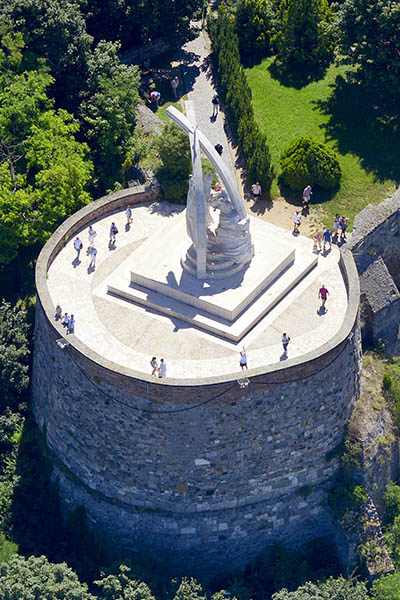
Szent István megkoronázása
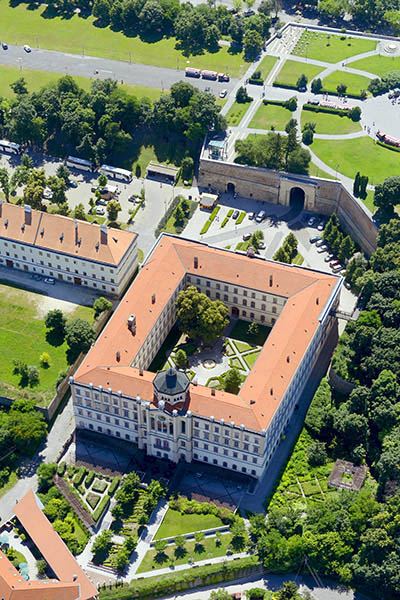
Ószeminárium
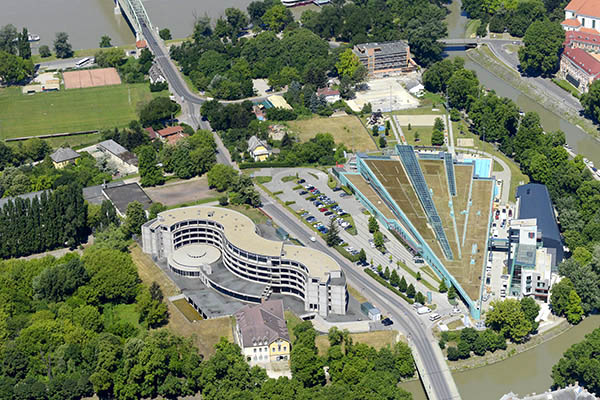
Aquasziget
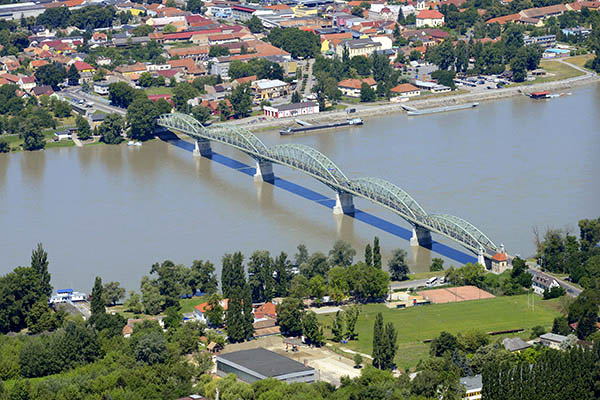
Mária Valéria híd
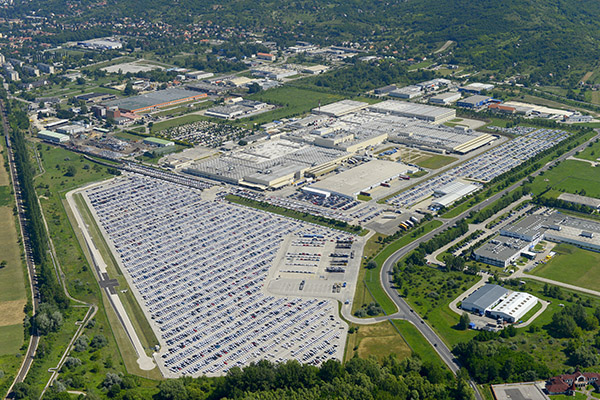
Az esztergomi Suzuki gyár légi felvételen
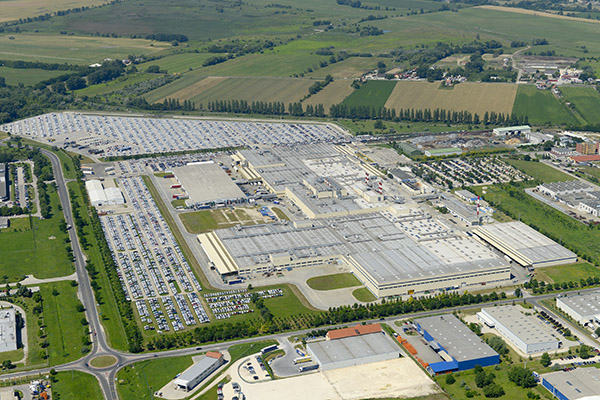
Suzuki gyár légi fotó, Esztergom
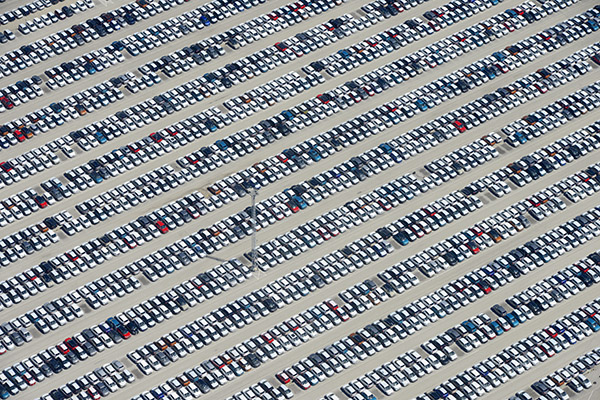
A Suzuki gyár kész autók tárolóhelye

A városhoz tartozó Pilisszentlélek település nevezetességei között a pálos kolostor romjai és a pilisszentléleki szlovák tájház szerepel. A város melletti 406 méter magas Vaskapun található egy menedékház, ahonnan belátni az egész környéket és magát a települést is. A kirándulóknak ideális hely Búbánatvölgy és környéke, amely már a Duna–Ipoly Nemzeti Park része. Itt található a számtalan természeti érték mellett a Von Kvang Sza nemzetközi zen templom. A Hideglelős-keresztet 1784-ben állították a Hosszú-hegyen, ahonnan remek kilátás nyílik a Dunára, valamint egy helyi legenda is fűződik hozzá. A várostól délre fekvő Nagy-Strázsa-hegyben található a fokozottan védett, de a nagyközönség számára is látogatható Sátorkőpusztai-barlang.

### Parkok és terek

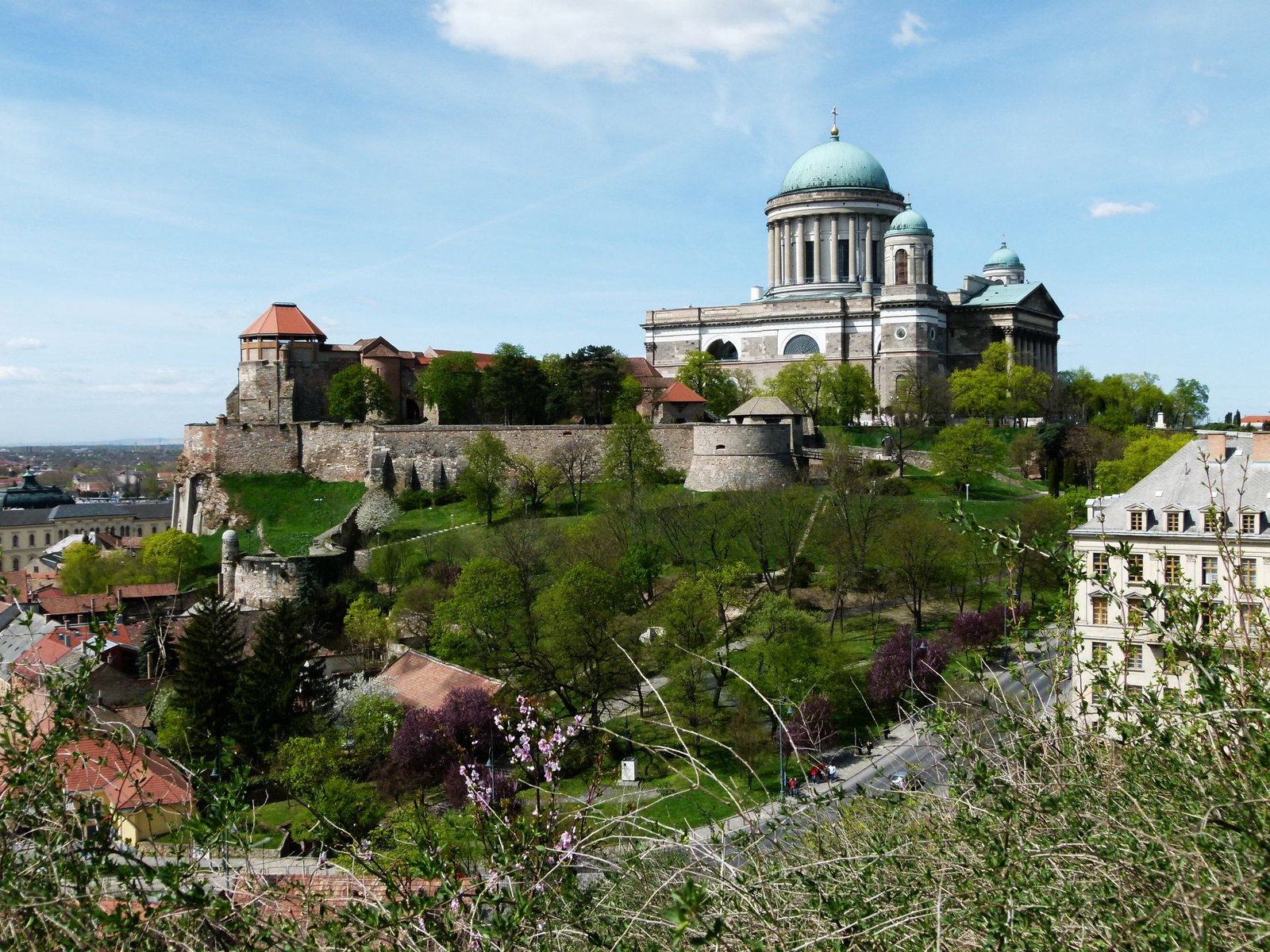
A Várhegyre vezető várpark látképe a Szenttamásról, jobbra a Pázmány Péter Katolikus Egyetem esztergomi épülettömbje

Esztergom városában számos műemlékekben gazdag tér található. Ezek közül a várhegyen található Szent István tér, a belvárosi Széchenyi tér és a vízivárosi Mindszenty tér a legjelentősebbek. A Szent István tér a város legnagyobb kiterjedésű tere, amely a Várhegyet öleli fel. Rudnay Sándor érsek volt az, aki a Székesegyház építésekor egy egységes, épületekkel körbehatárolt teret képzelt el. Bár a tervekből végül nem valósult meg minden, a létrejövő tér még így is Esztergom egyik legnevezetesebb részévé vált. Az északi részről vezet a középkor óta meglévő Macskalépcső út a Mindszenty Hercegprímás terére. Ez az Érseki Víziváros központi tere, amely az egyik leginkább megőrizte a késő középkori hangulatát. A Széchenyi István tér Esztergom központi főterét jelenti a Királyi városrészben, amely először a középkori, majd a barokk város piactere volt. Jelenleg a városháza mellett a legtöbb közhivatal is itt található, számos kávézó és vendéglátó helyiséggel együtt. 1800-as években volt egy Francia-kert a mai Semmelweis utca és az Aranyhegy utca közötti területen
A városnál, kedvező fekvésének köszönhetően körülbelül 2,7 km hosszan húzódik a Prímás-sziget. A sziget jelenti Esztergom legnagyobb egybefüggő zöld övezetét, melyen egy fürdő is található a számos sportpálya mellett. A Dunán és a Prímás-szigeti mellékágon a vízi sport lehetőségei is adottak. Középkori hangulatot idéz a vár falai mellett elterülő várpark, amely a Várhegy déli részén terül el. A parkban található a Városalapító vitéz valamint Vitéz János és Balassa Bálint szobra is. A belváros felől érkezők innen tudnak a Budai kapun keresztül betérni a várba. A város egy másik kedvelt zöldövezetének a vízivárosi, Erzsébet királynőről (közkedvelt nevén Sisiről) elnevezett Erzsébet park számít. A 20. századi feltöltés eredményeként létrejött parkban ma több turista-kikötő is található, számos szoborral együtt. A park nevezetessége még, hogy remek kilátás nyílik a fellegvárra. Innen indul a Búbánatvölgyig húzódó biciklis út is. Búbánatvölgye a Duna–Ipoly Nemzeti Park határán található, amely egy szintén kedvelt kiránduló központnak számít. A területen lévő több tónak köszönhetően a horgászás is jelentős itt.

## Gazdaság

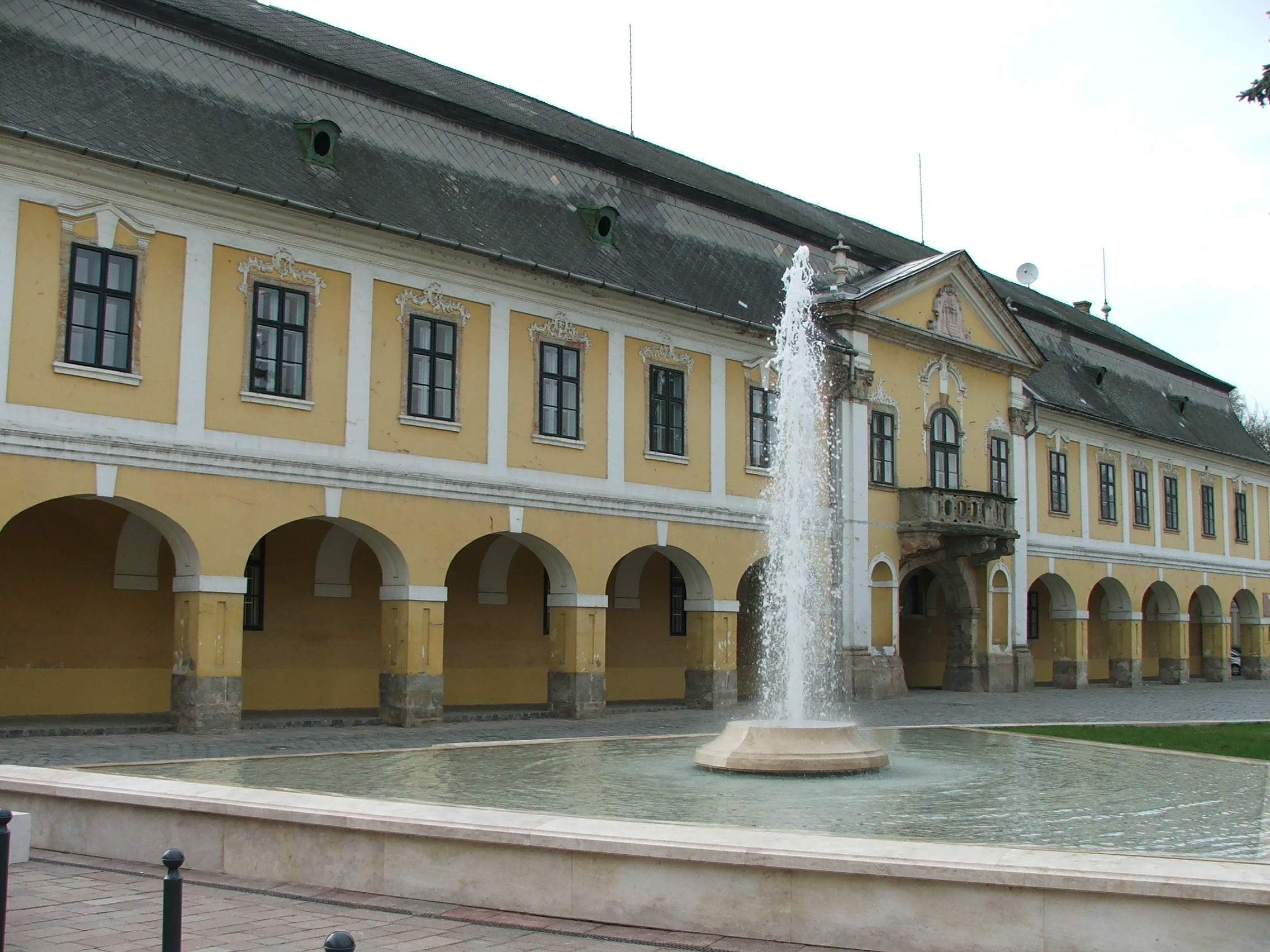
A Városháza, ami a régi Vak Bottyán Palota és a 2006-ban sétatérré átépített Széchenyi tér szökőkútjainak egyike

Már Géza fejedelem uralkodása alatt létrejött az első kereskedőtelep, amely egyben a Duna hajóforgalmának vámolóhelyéül is szolgált, és évszázadokig itt működött az ország egyetlen pénzverdéje. A kereskedelemmel foglalkozó örményeknek saját kolóniájuk volt Esztergomban.
A 19. században lépett Esztergom a fontos bortermelő városok sorába. Az Esztergom-dorogi-medence bányászatának köszönhetően a 19. század végén fontos bányaváros volt. A huszadik század elején repülőgépgyár működött idősebb Rubik Ernő vezetésével. Az ő nevét vette fel az ipari park 2007-ben.
A szocializmus évei alatt jelentős gépipar volt a városban. Fontosabb gyárak a Labor Műszeripari Művek, a Látszerészeti Eszközök Gyára, az Elektronikus Mérőeszközök Gyára és a Szerszámgépipari Művek voltak.

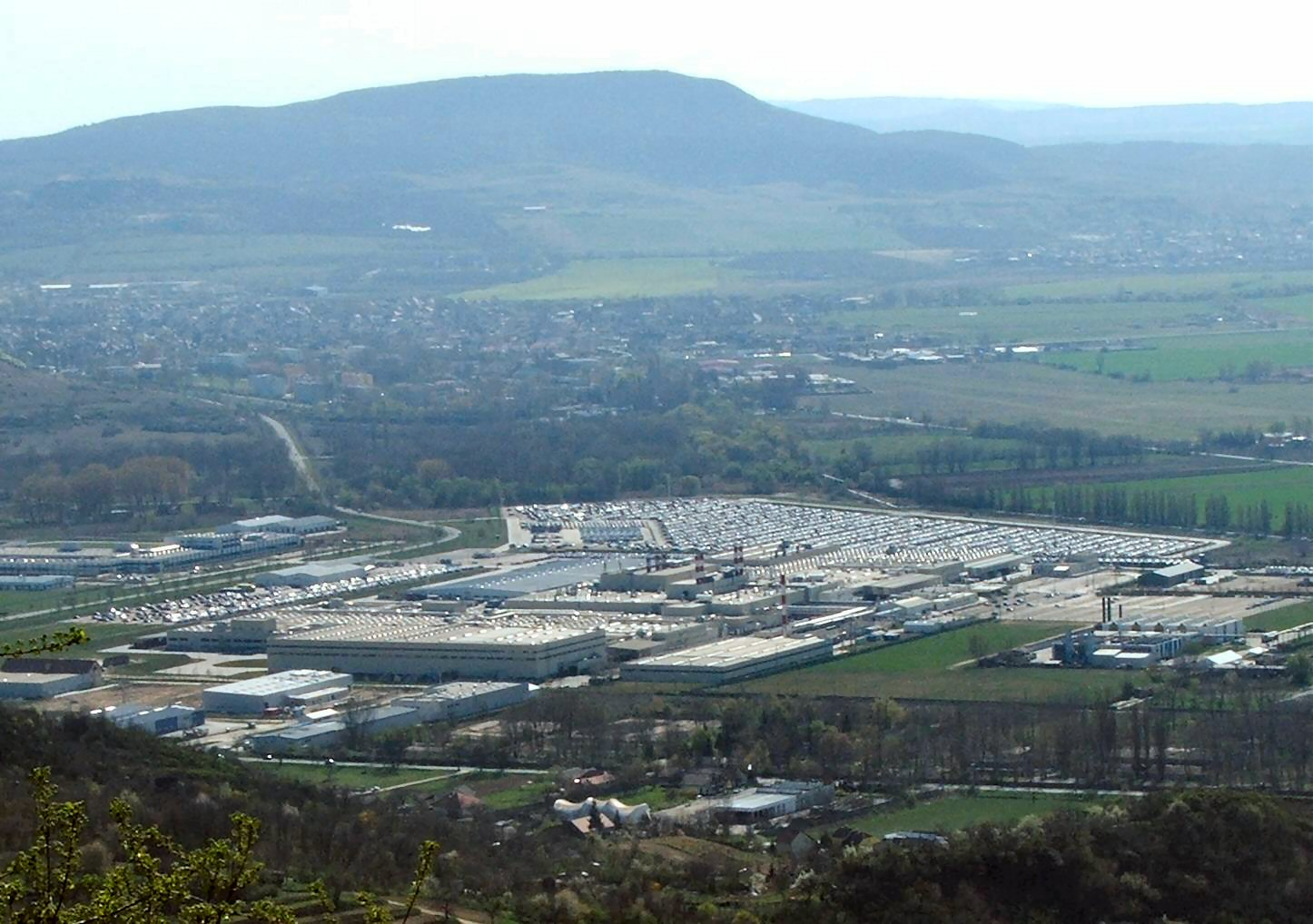
A város legnagyobb adófizetője, a Magyar Suzuki

A város határában, 1991-ben épített gyárat a Suzuki autógyár, ami a régió legnagyobb munkaadója és a város legnagyobb adózója. 2007-ben 6500-an dolgoztak az üzemben, ebből 2700-an Szlovákiából jártak át. 320 alkatrész-beszállítója van, köztük 60 magyar cég, a termelés az említett évben 232 480 db gépkocsi volt. Jelenléte határozta meg az ipari park kialakulását, fejlődését, ami a központi belterülettől délre fekszik. 2001. november 21-én Esztergomban alakult meg Magyarország első klasztere, a Közép-magyarországi Autóipari Klaszter. Az ipari park kiterjedése jelenleg 286 hektár, mely egy északi és egy déli területre oszlik. Negyvenkilenc cég telepedett itt meg. Közülük nagyobb vállalatok: TE Connectivity, Plastimat, Neuzer, Diamond Electric, Alcufer, D&V Logistics 2000, Tari-Prod. Kft, Kirchhoff és a Ryowa. A 2001-es népszámlálás idején 8224 fő dolgozott helyben, 2931 fő más településre járt dolgozni, és 4357-en érkeztek más településekről. Ezzel jelentős munkaerőpiaci felvevőnek számított. 2008 végén már 20 000 ember dolgozott az ipari parkban.

## Közlekedés

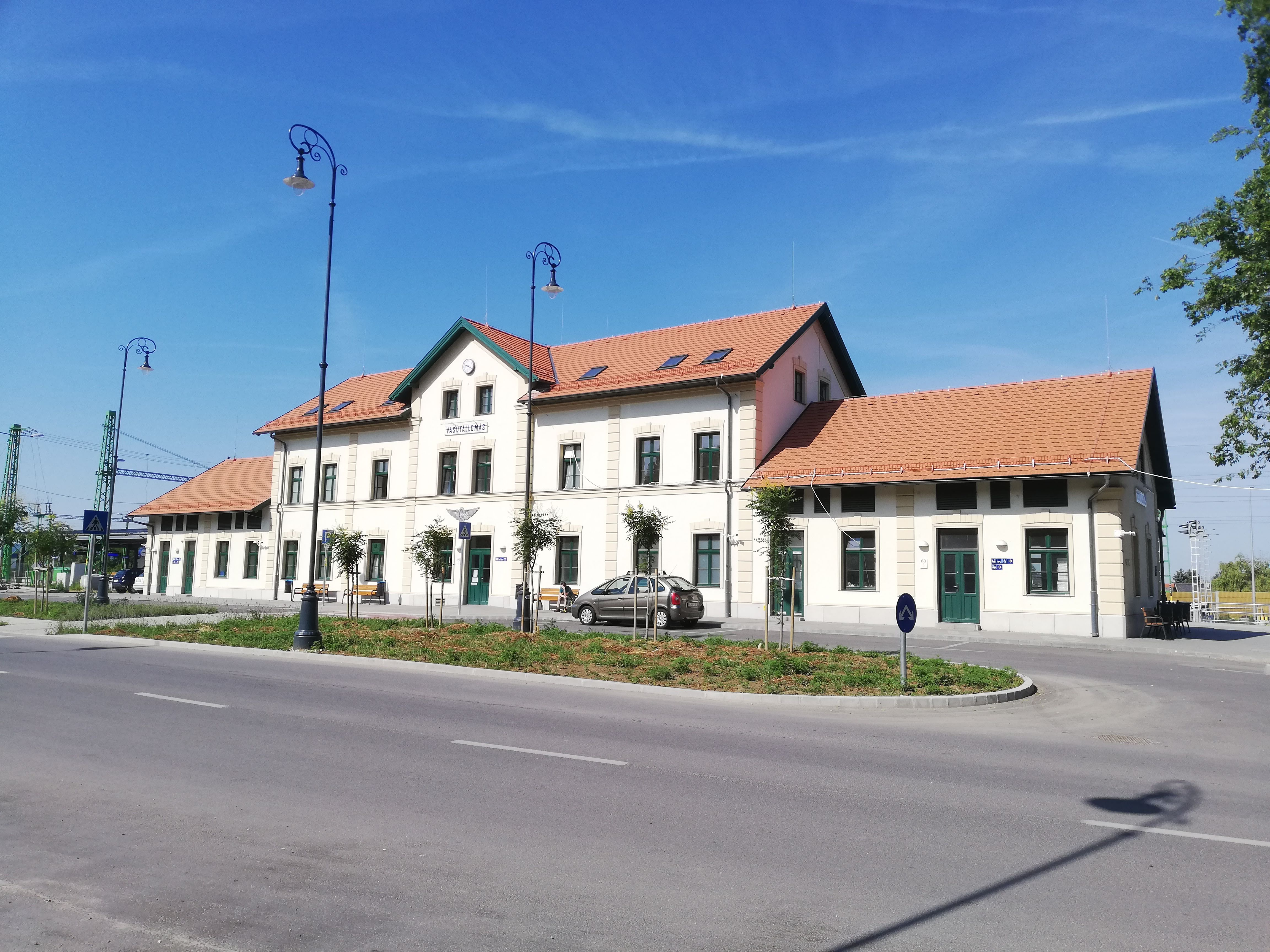
A vasútállomás felújított épülete

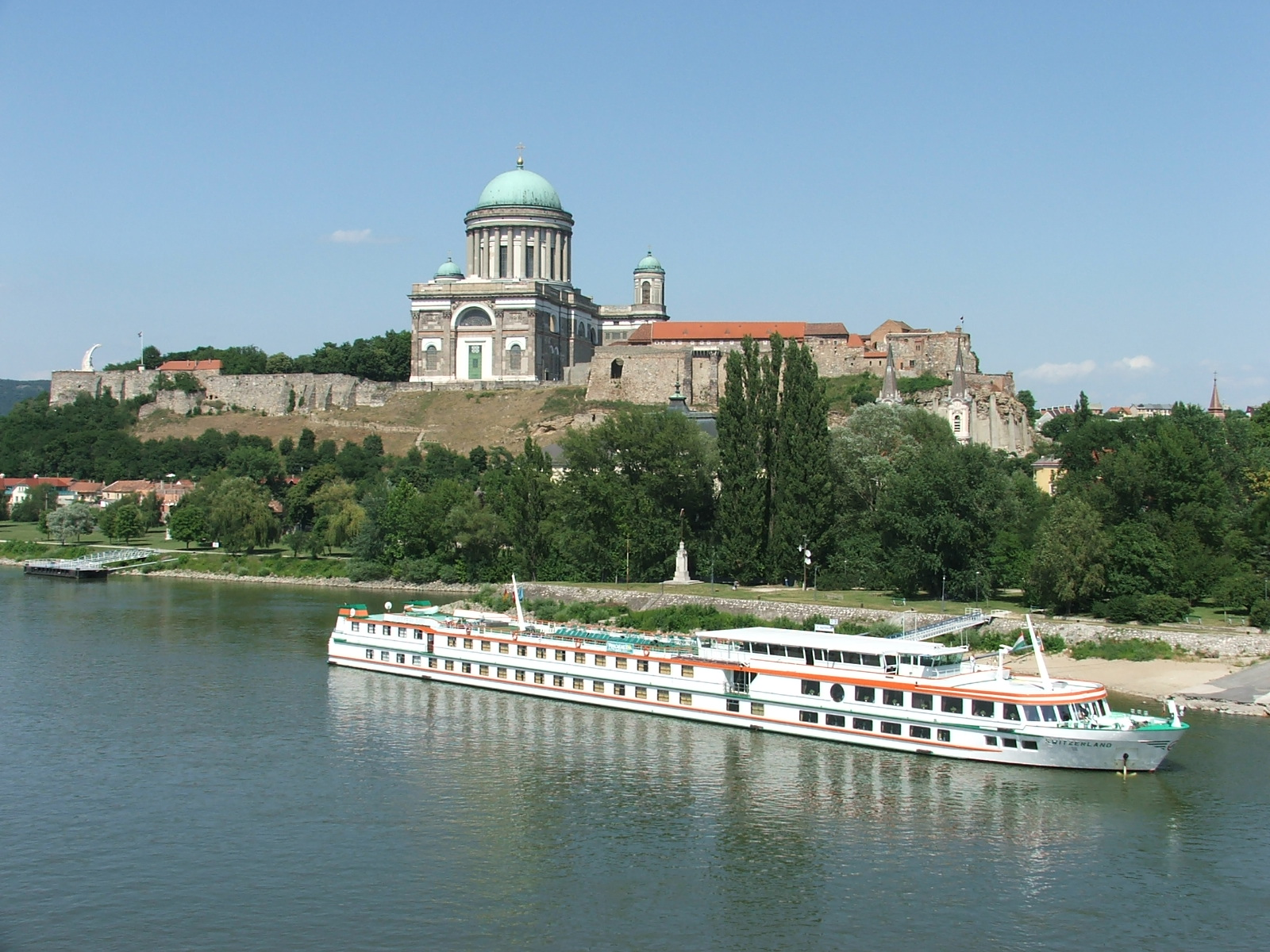
Folyami szállodahajó a Prímás-szigeti kikötőben

Esztergom Budapest felől közúton három fő irányból közelíthető meg:
- Piliscsabán át a 10-es főúton, majd Dorogtól a 117-es és a 111-es főúton;
- Visegrád-Dömös érintésével a 11-es főúton;
- vagy Pilisszentkereszten keresztül az 1111-es úton.
- A dél-budai városrészek irányából reális megközelítési útvonal lehet még az M1-es autópálya - 102-es főút is.

2001 óta a város újra elérhető Párkány irányából is, az újjáépített Mária Valéria hídon át.
Autóbuszok Budapest felé óránként indulnak, Árpád híd vagy Újpest-Városkapu autóbusz-állomáshoz. Párkányba két óránként jár át busz.
A város két vasúti vonalon közelíthető meg. 1891-ben készült el az Esztergom–Almásfüzitő-vasútvonal, a Budapest–Esztergom-vasútvonalat pedig 1895-ben adták át. (Előbbin átlagosan óránként, utóbbin félóránként követik egymást a vonatok.) A város közigazgatási területén négy vasúti megállási pont található, ezekből kettő ma is üzemelő személyforgalmi vasútállomás, a harmadik egy teherforgalmi állomás, a negyedik pedig egy megszűnt vasúti megállóhely. Ezek sorrendben, a városközponttól kifelé haladva: Esztergom vasútállomás, a Suzuki-gyár teherállomása, az 1967-ben megszüntetett Esztergom-Tábor megállóhely, illetve Esztergom-Kertváros vasútállomás.
A Hotel Esztergom melletti Kis-Duna szakaszon már a nyolcvanas években kialakítottak kishajókikötőt a nyugati turistáknak. Később, ahogy a városon belül elterjedt a hajózás és nőtt a hajósok száma, ezt yachtkikötővé alakították át. A távolsági vízi közlekedés egyértelműen a turisták igényeit elégíti ki. A várost hetente mintegy 54 szálloda- és több kirándulóhajó érinti. Esztergom és Budapest között csak a főszezonban járnak menetrend szerinti kirándulóhajók; többnyire reggel és délelőtt indulnak, és este érkeznek vissza Budapestre.
2010-ben indultak belföldi hajójáratok Komáromba is. A városi kikötők belföldi utasforgalma évi 60 ezer fő. A nemzetközi szállodahajók forgalma 120-140 000 fő, kikötéseik száma évente 960. A jelenlegi hajóállomás a Prímás-szigeten található. További kikötő-mólók sorakoznak vízivárosi Erzsébet parkban, illetve 2006-ban eggyel bővült a Prímás-szigeten. 2016-ban adták át a teherkomp-kikötőt az egykori szénrakodó mellett. A kompok főleg az esztergomi és a párkányi ipari parkot szolgálják ki.
Komárom-Esztergom megyében két repülőtér található. Az egyik a kecskédi repülőtér, a másik az esztergomi Id. Rubik Ernő repülőtér. A füves kifutópályával rendelkező Kertvárosban található repülőtér csak középkategóriájú gépek fogadására alkalmas, jelenleg főként sport célokra használják. Ejtőernyősök, vitorlázórepülősök, sárkányrepülősök kedvelt célpontja. A 111-es főúttal párhuzamosan fekszik Esztergom és Kertváros között az ipari parkkal szemben. Kifutója 1000 × 80 méteres.
Esztergomban az autóbusz-forgalom igen jelentős, naponta 408 távolsági, 14 elővárosi indul az autóbusz-pályaudvarról, illetve érkezik oda. A helyi buszközlekedést a Volánbusz látja el. A korábbi Simor János utcai szűk buszvégállomást 1969-ben adták át. 2020 augusztusában kiköltözött a vasútállomás melletti tágasabb Bem térre.

### Úthálózat
A város legfontosabb útja a 11-es főút, amely az 58,350-es kilométerszelvénye táján lép Esztergom területére, és a város nyugati határszéle közelében ér véget, a 72,150-es kilométerszelvénye táján, beletorkollva a 117-es főútba, tehát majdnem 14 kilométeren keresztül húzódik Esztergom területén. A 117-es főút alapvetően Dorog elkerülésére épült, de Esztergom-Kertváros számára, illetve Esztergom központjának eléréséhez is fontos útvonal. A városközpontot Esztergom-Kertvárossal és Doroggal a 111-es főút, Pilisszentlélekkel, Pilisszentkereszttel, Pomázzal és Budakalásszal az 1111-es út kapcsolja össze.
Országos közútnak minősülnek még a város területén az alábbi, kisebb jelentőségű utak:
- az 1117-es út (köznyelvi nevén „Suzuki út”), amely a 117-es és 1111-es utakat kapcsolja össze a városközpont elkerülésével, kiszolgálva közben a Magyar Suzuki Zrt. itteni gyártelepét is;
- az 1131-es út („Bánomi út”, amely a városközpont tehermentesítésében vesz részt;
- a 11 326-os út, amely a 11-es és 111-es főutak körforgalmú csomópontjától vezet rá a Mária Valéria hídra, és az országhatár átlépését követően, Párkány területén főútként folytatódik, 63-as útszámmal, egészen Pozsonyig;
- a 11 605-ös út, egy rövid, Pilisszentlélek felé egyirányú útszakasz, amely az előbb említett körforgalomból indul ki, és csak azért visel országos útszámozást, mert az 1111-es út az utolsó mintegy 150 méterén egyirányú a városközpont irányába;
- és a 11 124-es út, amely az 1111-esről leágazva a városhoz tartozó Pilisszentlélek központjába vezet.

### Hidak

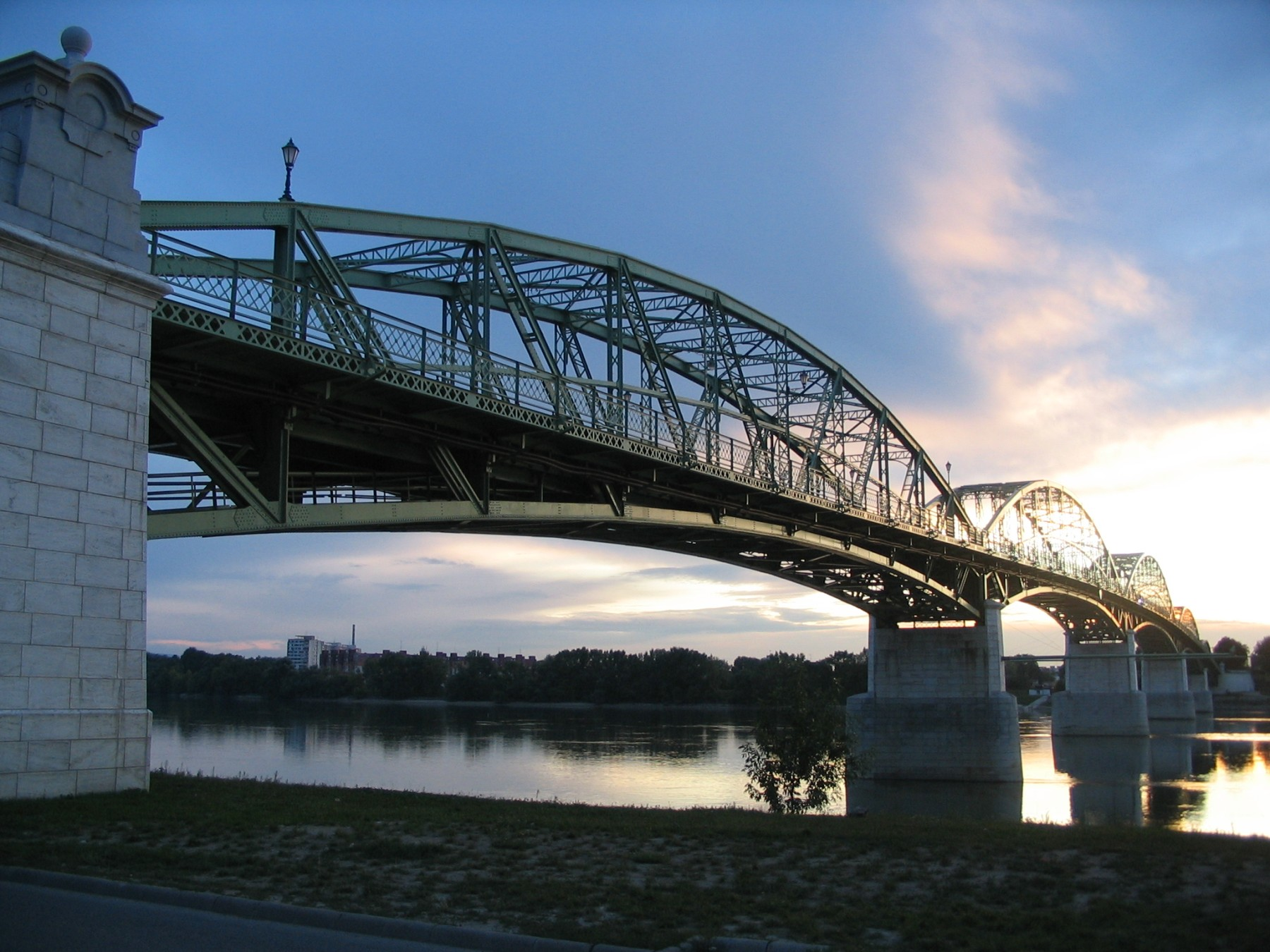
A Mária Valéria híd naplementekor

| Híd neve                  | Leírás | Áthidalt akadály  |
| ------------------------- | --- | ----------------- |
| Angyal híd                | a Vízmű területére vezet (közforgalom elől elzárt, csak a vízmű használhatja)                               | Kis-Duna          |
| Szent Erzsébet híd        | 2002-2007 között Tabán híd; a legújabb, tehermentesíti a belvárost; a rajta áthaladó út számozása 11 326-os | Kis-Duna          |
| Szent Miklós híd          | Korábban Béke híd, helyi nevén a „Lépcsős híd”, gyalogos                                                    | Kis-Duna          |
| Bottyán híd               | A belvárosba vezet                                                                                          | Kis-Duna          |
| Kossuth híd               | A Vízivárosban, csak gyalogos, kerékpáros közlekedés                                                        | Kis-Duna          |
| Mária Valéria híd         | A legnagyobb híd, összeköti a várost Párkánnyal; a rajta áthaladó út számozása 11 326-os                    | Duna              |
| Szalma híd                | Az 1111-es közút egyik erdei hídja                                                                          | Szent János-patak |
| Pilisszentléleki völgyhíd | Az 1111-es közút egyik erdei hídja                                                                          |                   |

### Városon belül
A településen belül kiépült a második közúti közlekedési tengely, az úgynevezett Bánomi-áttörés, ami jelentősen tehermentesítette a műemléki belvárost és eltereli a forgalmat a Várhegy környékéről, így felgyorsítva a városon keresztül menő forgalmat. A városban két mélygarázs található, egy 109 férőhelyes és egy jelenleg lezárt 330 férőhelyes a Prímás-szigeten. 2013-ban adták át az EBI-t, az ország első közösségi kerékpáros rendszerét, ami városszerte hat állomáson működik.

## Népesség
Esztergom népessége 2015-ben 28 102 fő volt. Ez a szám 2010 óta folyamatos csökkenést mutat, a lakónépesség 2009-ben ugyanis 30 928 fő volt. A 2011-es népszámláláskor a népesség 28 759 fő volt, amelynek 83,5%-a volt magyar. Ez a szám a 2001-es adatokkor még 92,9% volt. Esztergom más jelentősebb etnikumának a cigányság számít 2,5%-kal valamint a németek 1,8%-kal. Miközben az előző kettő nemzetiség aránya a 2001-es adatokhoz képest növekedett, a szlovákok aránya nagyban csökkent 1,3%-ról 0,8%-ra. A városban ezen felül egyebek mellett román, bolgár, horvát, lengyel és ukrán nemzetiségek találhatók meg nagyobb számban, 16,3%-a pedig nem kívánt válaszolni.
2022-ben a lakosság 83,4%-a vallotta magát magyarnak, 1,5% cigánynak, 1,4% németnek, 0,8% szlováknak, 0,2% románnak, 0,2% ukránnak, 0,1-0,1% horvátnak és lengyelnek, 3,5% egyéb, nem hazai nemzetiségűnek (16% nem nyilatkozott; a kettős identitások miatt a végösszeg nagyobb lehet 100%-nál).
Esztergom város vallási feloszlási aránya a 2011-es adatok alapján a következő. Római katolikus az itt lévők 45,4%-a (ez korábban 65,8% volt), református 5,7%-a (korábban 7,4%-a), evangélikus a 0,7%a (előtte  1,2%-a), görögkatolikus pedig a 0,6%-a (előző adatok alapján 0,9%-a). Más egyházhoz, felekezethez tartozik százalékban a város 1,7%-a. Nem tartozik egyházhoz és semmilyen más felekezethez a 14,6%-a. Nem kívánt válaszolni a 31,3%-a.
2022-ben az esztergomiak 33%-a volt római katolikus, 5,4% református, 0,6% evangélikus, 0,5% görög katolikus, 0,1% izraelita, 0,1% ortodox, 1,7% egyéb keresztény, 0,8% egyéb katolikus, 12,7% felekezeten kívüli (44,5% nem válaszolt).

### Nevezetes személyek
A várossal kapcsolatos néhány nevezetes személy neve, akik itt születtek, éltek, tanultak, dolgoztak vagy elhunytak:
- Szent István (969–1038) első magyar király, itt született
- Boldog Özséb (1200–1270) a pálos rend megalapítója, itt született
- Vitéz János (1408–1472) esztergomi érsek, itt hunyt el
- Bakócz Tamás (1442–1521) esztergomi érsek, esélyes pápa jelölt
- Aragóniai Beatrix (1457–1508) férje Mátyás király halála után itt rendezte be a királyi udvart
- Balassa Bálint (1554–1594) költő, itt halt meg ágyúlövés következtében
- Bottyán János (1643–1709) kuruc tábornok, itt született
- Takács Antal (1727–1805) ferences rendi szerzetes itt született
- Hild József (1789–1869) építész, a bazilika és más épületek tervezője
- Packh János (1796–1839) építész, a bazilika második építője, gyilkosság áldozata lett a városban
- Jókai Mór (1825–1904) regényíró, itt írta a A tengerszemű hölgy és a Százszorszépek-et
- Babits Mihály (1883–1941) író és költő, feleségével nyaralót tartottak fent a városban
- Rubik Ernő (1910–1997) repülőmérnök, ő alapította az esztergomi repteret
- Zsótér Pál (1912–1980) gyógypedagógus, gyógypedagógiai szakíró
- Varsányi István (1913–1981) polonista, fordító és lengyel tanár
- Érdi Bálint (1945–) csillagász, az égi mechanika kutatója, egyetemi tanár
- Böjte Csaba (1959–) ferences rendi szerzetes, az itteni Ferences Gimnáziumban tanult
- Révész Béla (író) született Róth Benjámin 1876 – Auschwitz.1944 zsidó származású magyar szocialista író, újságíró.

## Oktatás
1978-ban 8000 diákkal és 500 pedagógussal, összesen 18 állami tanintézmény működött. Ebből egy leánynevelő intézet, egy gyermekotthon, kettő felsőfokú iskola, hat középiskola, kettő szakmunkás iskola. 2004-ben összesen 7000 általános- és középiskolás diák tanult a városban (ebből 2500 általános iskolában, 4500 pedig középiskolában). Az 1842-ben alapított érseki mesterképző ma Pázmány Péter Katolikus Egyetem Vitéz János Karaként működik. Az egyetem informatikus képzést is folytat a Szent István téren. A város egyetlen, 1928 óta megszakítások nélkül működő, alapfokú művészetoktatási feladatokat ellátó iskolája a Zsolt Nándor Katolikus Zeneiskola.
Az Esztergomban működő általános iskolák: Árpád-házi Szent Erzsébet Középiskola, Óvoda és Általános Iskola, Babits Mihály Általános Iskola, József Attila Általános Iskola, Meszlényi Zoltán Katolikus Általános Iskola, Mindszenty József Katolikus Általános Iskola, Montágh Imre Általános Iskola és Speciális Szakiskola, Pilisszentléleki Általános Iskola, Petőfi Sándor Általános Iskola és Pázmány Péter Katolikus Egyetem Vitéz János Gyakorló Általános Iskolája.
A város középiskolái: Dobó Katalin Gimnázium, Árpád-házi Szent Erzsébet Középiskola, Óvoda és Általános Iskola, Balassa Bálint Gazdasági Szakközép és Szakiskola, Géza Fejedelem Ipari Szakközépiskola, Temesvári Pelbárt Ferences Gimnázium, a Kolping Katolikus Szakiskola, és Szent Imre Gimnázium és Szakközépiskola. A város felsőoktatást nyújtó intézményei, a Pázmány Péter Katolikus Egyetem Vitéz János Kara, a Pázmány Péter Katolikus Egyetem Információs Technológiai Kara, a Gábor Dénes Főiskola Esztergomi Konzultációs Központja, a Esztergomi Hittudományi Főiskola és Érseki Papnevelő Intézet és a Széchenyi István Egyetem (kihelyezett).
Esztergom megszűnt iskolaintézményei, a Berzeviczy Gergely Közgazdasági Szakközépiskola (beleolvadt a Balassa iskolába 2005-ben), a Hell József Károly Műszaki Szakközépiskola (összevonva a Bottyánnal 2000-ben), a Szent Imre Gimnázium (bezárt 1948-ban); a Szent István Gimnázium és a Bottyán János Műszaki Középiskola (összevonásukkal jött létre a Szent Imre Általános Iskola, Gimnázium és Szakközépiskola 2010-ben, aminek akkor része lett az azóta újra önállóvá vált Petőfi Sándor Általános Iskola is).

## Kultúra

### Múzeumok
Esztergomban számos múzeum található, melyek közül sok kiemelkedik a gazdag gyűjteményeivel, nemcsak magyar, hanem világviszonylatban is. Ilyen például, a Keresztény Múzeum, melynek a leggazdagabb az egyházi gyűjteménye az országban, ilyen még a Főszékesegyházi Kincstár is, ami a leggazdagabb egyházi kincstár Magyarországon, és ami világviszonylatban is kiemelkedő ötvös és textil gyűjteménnyel rendelkezik. A városban található egyéb múzeumok például, a Balassa Bálint Múzeum, a Magyar Környezetvédelmi és Vízügyi Múzeum, a Búvármúzeum, valamint a Babits Mihály Emlékház és a Rondella Galéria a várban.
A Magyar Nemzeti Múzeum Esztergomi Vármúzeuma a Várhegyen, a Szent István tér 1. szám alatt található. A vármúzeum a feltárt középkori királyi palota megmaradt helységeit mutatja be, olyan híres termekkel, mint a Várkápolna vagy a Szent István terem. 2007-ben magyar restaurátorok hétéves munkájuk alapján bejelentették, hogy Vitéz János esztergomi érsek a várban található dolgozószobájában lévő Négy erény című freskóból az egyik, a Mértékletesség Botticelli korai munkája. A dolgozószoba 2009-ben Európai Örökség címet kapott. A vármúzeumot évente 101 ezer turista látogatja.
A Főszékesegyházi Kincstár szintén a Várhegyen, ám ez a bazilika emeletén található. A kincstár Magyarország leggazdagabb egyházi kincstára. Egészen a 11. századig visszamenő műkincseket halmoz fel, leghíresebbek talán, a 15. századi Mátyás király kálváriája, mely a kincstár legértékesebb darabja, és az ország legnagyobb ékszerkincse. Más híresség továbbá, a Suki-kehely, amely a világ egyik legdíszesebb gótikus kelyhe, ami szintén a 15. századra tehető.
A Keresztény Múzeum az esztergomi vízivárosban lévő Prímási palota második emeletén tekinthető meg. A múzeum az ország leggazdagabb múzeuma és a harmadik legjelentősebb képtára. Sokszínű gyűjteményeivel a világ harmadik leggazdagabb keresztény múzeuma, a vatikáni és a müncheni után. A múzeum egészen a 13. századtól a 19. századig őriz magyar, olasz, német, németalföldi és osztrák festőktől származó képeket, továbbá magyar késő középkori és reneszánsz kori műalkotásokat is, mint például Kolozsvári Tamás Kálvária-oltár, M S mester passióképei, valamint a garamszentbenedeki úrkoporsó. A múzeumnak jelentősek továbbá az iparművészeti és a grafikai gyűjteménye is. A keresztény múzeum működteti a Mindszenty-emlékhelyet a bazilikában, valamint kiállítóhelyei vannak az Ószeminárium épületébe, ahol a modern kiállítások várják az oda látogatókat.

### Könyvtárak, levéltárak
Esztergomban számos könyvtár és levéltár található, és vannak köztük olyanok is, melyek országos viszonylatban is kiemelkedőek. Ilyen a Víziváros déli részén a Pázmány Péter utcában található Főszékesegyházi Könyvtár vagy más néven Bibliothéka. A könyvtár Magyarország legrégebbi és leggazdagabb egyházi könyvtára, ami 176 233 kötetet, és összesen 250 000 könyvtári egységet foglal magába. A Pázmány Péter Katolikus Egyetem Vitéz János Kari könyvtár a Várhegy lábánál áll, állománya 101 676 kötet. A harmadik legnagyobb állománnyal a Dobó Katalin Gimnáziumban működő Helischer József Városi Könyvtár rendelkezik, melynek állománya 94 509 kötet. Az Érseki Simor Könyvtár, ami a Prímási palotában található, és állománya körülbelül 70 ezer kötetet jelent. A Balassa Bálint Múzeum Könyvtára a múzeum főépületében található, könyvállománya 25 141 kötetes. A Komárom-Esztergom Megyei Önkormányzat Levéltári Szakkönyvtárának állománya 18 137 kötet. A Magyar Környezetvédelmi és Vízügyi Múzeum Könyvtár állománya 14 020 kötet. Az Esztergomi Hittudományi Főiskola Könyvtára 54 008 vagy más források szerint 80 000 kötetet számlál. A Magyar Ferences Könyvtár Esztergomi Műemlékkönyvtára 3000 kötetet tart a Szentgyörgymezői Olvasókör Klubkönyvtára úgyszintén.
Esztergomban három levéltár üzemel. A legnagyobb ezek közül az Esztergomi Főkáptalani Levéltár, mely középkori anyagát tekintve az ország második legnagyobbja is, csak a fővárosi Magyar Nemzeti Levéltár előzi meg. A levéltár a Szent Adalbert Központban található. Eredetileg a káptalan saját magánlevéltára volt. Mivel a káptalan tevékenysége a törököktől el nem foglalt országrész egészére kiterjedt, így a levéltár az ország egyik legnagyobb családtörténeti anyagát is őrzi 1225-től 1882-ig. A levéltár iratanyagának mennyisége 385 folyóméter. A Prímási Levéltár, anyagát a Prímási palota és a bazilika őrzi. A levéltárat a 11. században alapították, a legkorábbi leltára viszont a 15. századból maradt fent. A Magyar Nemzeti Levéltár Komárom-Esztergom Megyei Levéltára  székhelye a Vörösmarty utcában található, de három különböző épületben működik a belvárosban.

### Média
- Televízió: Körzeti Televízió Esztergom (KTV), Regionális Televízió Esztergom (RTVE, 2023-elején megszűnt[42]), Gran TV[43]
- Esztergomban forgatták: Kertes házak utcája (1962) IMDb (A belvárosban, a Bartók Béla utcában, Aranyhegyen), The Golden Head (Az aranyfej) (1964) IMDb, Tótágas (1976) IMDb (A Lőrinc utcában és a Széchenyi téren),[44] Last Run (Végső játszma) (2001) IMDb (Vízivárosban), Hazatérés (2007) (A belvárosban és a Tabán (mai nevén Szent Erzsébet) hídnál),[45] Gyilkos tréfa (Amusement) (2008) IMDb (Diósvölgyön), Rosszfiúk (2000) IMDb, Egy erkölcsös éjszaka (1977) a Kis-Duna sétánynál és A sánta dervis (1987). 2010-ben Angelina Jolie és Brad Pitt a városban forgattak jeleneteket a 2012-ben megjelent, a A vér és méz földjén című filmjükhöz. Pilisszentléleken forgatják A mi kis falunk című sorozatot. A Szulejmán című török televíziós sorozatban említik az elfoglalását, és egy jelenetben látszik is az égő város a bazilikával.
- A várossal kapcsolatos egyéb művek: 2000-ben a Várhegyen volt Szörényi Levente rockoperájának, a Veled Uramnak az ősbemutatója, a Liszt Ferenc kompozíciója, Esztergomi mise, ami a Bazilika fölavatására készült (1856), Hulényi Ferenc: Esik eső karikára kezdetű Kossuth-nóta (1848; a mű eredete vitatott), Kormorán: Öleld át, ki melletted áll (A Mária Valéria híd avatására, 2001), Estergon Kalesi (Esztergom vára): janicsárinduló, később török virágének. Több neves török előadó is feldolgozta, pl: Barış Manço vagy Laço Tayfa; Babits Mihály: Dal az esztergomi bazilikáról, Ismerős Arcok: Építsünk hidat!
- Helyi zenekarok: Esztergomi Városi Szimfonikus Zenekar, Strigonium Consort (régizene-együttes), Jaywalker (ex-Longbow), Kamikaze, Anagramma (ex-Le panic), Angelus, Tűzkerék XT, Watch my dying, Graveyard At Maximum, Szépülő városközpont, Heaven Street Seven, Hobby Blues Band, Sic Transit

### Színházak
- Esztergomi Várszínház – Az Esztergomi Várszínház Esztergom egyetlen, szabadtéri színháza, ami a vár déli végében, az úgynevezett Budai toronynál működik.
- Horror Színház – Magyarország első és egyetlen olyan színháza, melynek célja horror- és thriller-drámák bemutatása.
- Babits Mihály Színház – Esztergom első, állandó társulattal rendelkező repertoárszínháza. A színház jelenleg a ferences gimnázium épületében található Bubik Színpadon tartja előadásait.[46]

### Rendezvények
- Esztergomi Nemzetközi Gitárfesztivál
- Lampionos hajófelvonulás és Vízi karnevál
- Hídfutás (Párkánnyal közösen)

## Érdekességek
- A városban a múzeumlátogatások száma 2014-ben 128 184 volt, ami a megyei összesnek a 45%-a. Esztergom 2014-ben 1,5 millió,[5] 2005-ben egymillió[47][48] turistát fogadott. 1972-ben ez a szám csak 200-350 ezer fő volt.[forrás?]

- A törökök annyira fontosnak tartották Esztergom várát, hogy a török lovasság utódjának tekintett légierő egyik harci repülőgépe az Estergon nevet viseli.[49] Született egy janicsárinduló is a városról, az Estergon Kalesi.
- 2004. június 4-étől a trianoni békeszerződés aláírásának időpontjában, minden nap délután fél ötkor tárogatón megszólal a királyi várból a város szignálja. A négy égtáj irányába fordított hangszórókból a „Szép vagy, gyönyörű vagy, Magyarország” című dal hangzik fel, mely emlékeztet az első világháborút követő, a magyarság szempontjából sorsdöntő eseményre. A hét utolsó két napján a szignál hosszabban hallható, az említett dallamon kívül négy másik dal is elhangzik. Ezek a „Boldogasszony Anyánk”, „Krasznahorka büszke vára”, „Ott, ahol zúg az a négy folyó” és az „Esti dal”. A dalokat Fehér László esztergomi klarinét- és tárogatóművész adja elő a felvételen.
- 2005 májusában adták át a török főváros, Ankara északi kerületében az esztergomi vár hasonmását, az Estergon Kalesit.
- A Vízivárosban található forrásra a 15. században vízemelő gépet helyeztek, majd rézcsöveken vitték fel a vizet a várba 156 méterre. A szerkezet még a 17. században is működött. A vízgép egyedülálló volt a középkori Európában.
- A városba három császár tett látogatást: Barbarossa Frigyes (1189), Ferenc József (1886),[50] Akihito japán császár (2002).
- A bazilikában, a levéltárban őrzik a Zwack Unicum titkos receptjét.
- A 34 magyar szent mintegy harmada élt Esztergomban.[51]
- Esztergom, mint a Magyar Katolikus Egyház központja, pápalátogatások desztinációja: 1991. augusztus 16-án, II. János Pál személyében először járt Magyarországon pápa.[52] Ferenc pápa is tervezett ide látogatást 2023 tavaszán, de ez végül elmaradt.[53]

## Testvérvárosai
1895 előtt az Esztergom Királyi város „testvérvárosai” kifejezést Szentgyörgymezőre, Szenttamásra és az Érseki Vízivárosra használták. Ma a városnak tíz testvérvárosa van, és 2007 óta Szekszárddal tart fent partnervárosi kapcsolatot.
- Espoo, Finnország, 1974
- Párkány, Szlovákia, 1991
- Bamberg, Németország, 1992
- Cambrai, Franciaország, 1992
- Ehingen, Németország, 1992
- Maintal, Németország, 1993
- Gniezno, Lengyelország, 1994
- Mariazell, Ausztria, 2002
- Canterbury, Egyesült Királyság, 2004
- Székesfehérvár, Magyarország, 2023[55]

### Programajánlók, hírforrások
- IGOM.hu Archiválva 2018. december 9-i dátummal a Wayback Machine-ben – Hírek, vélemények, fotók
- Szeretgom.hu Esztergom-specifikus Wiki aloldallal – a HVG Golden Blokk helyi.érték versenyének nyertese a 10 ezer fő feletti városok kategóriájában 2007-ben
- Hello Esztergom – esztergomi programok, programajánló
- Ekor-lap – Egészségügy, kultúra, információ

### Intézmények, rendezvények honlapjai
- A bazilika hivatalos honlapja
- Az Esztergomi Várszínház honlapja
- Kaleidoszkóp Ház Kulturális Központ

### Fényképalbumok
- Esztergom képekben
- Esztergom régi arca
- Archív képek